# Église Saint-Martin de Bouillant
L’église Saint-Martin de Bouillant est une église catholique située à Crépy-en-Valois, dans le département de l'Oise, en France. Elle était jadis associé à un hôtel de l'évêque de Senlis, et a été édifiée vers le milieu du XVIe siècle à l'emplacement d'un édifice plus ancien. L'architecture mêle des influences gothiques flamboyantes et Renaissance, et se distingue notamment par l'originalité des supports, qui sont dérivés des piliers des parties orientales de l'église Saint-Denis, mais ne se rattachent en fait à aucun des deux styles. La façade et la base du clocher, qui correspond à la première travée du bas-côté nord, ont apparemment été bâties en premier lieu, mais il est incertain si le clocher a jamais été achevé. Le reste de l'église est parfaitement homogène, abstraction faite d'un changement de partie entre les côtés nord et sud, qui concerne les tailloirs et chapiteaux. Le transept et le chœur ont toutefois été démolis à la Révolution française, en ne laissant subsister que les murs occidentaux des croisillons, les piliers de la croisée du transept et deux arcs-doubleaux. L'église Saint-Martin a été inscrite au titre des monuments historiques par arrêté du 23 février 1951, et se trouve aujourd'hui en bon état. Bouillant est affilié à la paroisse Saint-Sébastien de Crépy-en-Valois, dont le lieu de culte principale est l'église Saint-Denis. L'église Saint-Martin accueille des célébrations occasionnellement.

## Localisation

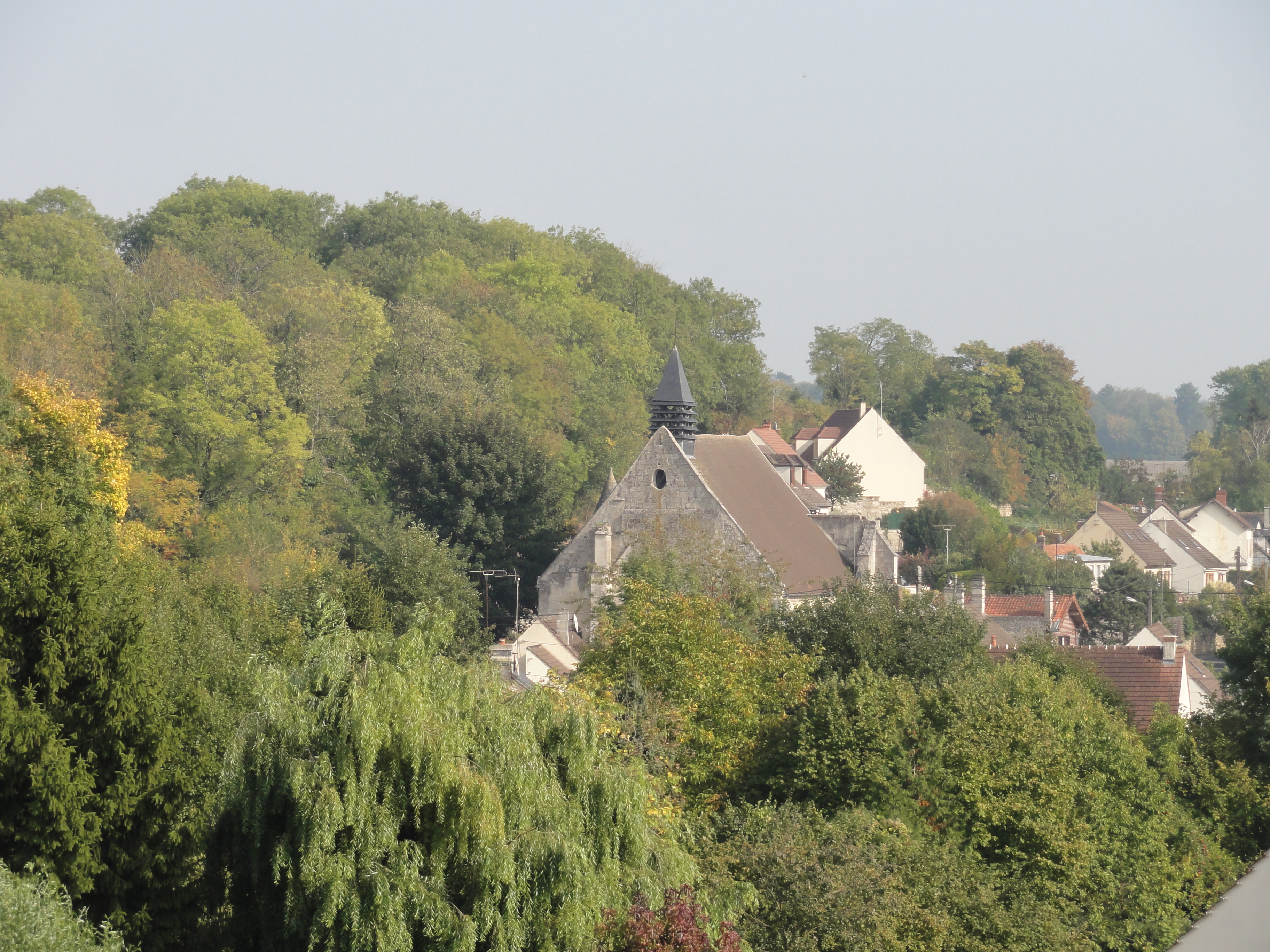
Vue depuis l'ouest.

L'église Saint-Martin se situe en France, en région Hauts-de-France et dans le département de l'Oise, sur le territoire de la commune de Crépy-en-Valois, au hameau de Bouillant, rue de l'Église, a flanc de coteau, sur le versant sud du plateau agricole délimite par la vallée de l'Automne au nord, et la vallée Sainte-Marie à l'ouest. Une rangée de maisons sépare l'église de la rue. Sa façade est précédée d'un vaste parvis, qui correspond à l'ancien cimetière, et domine légèrement la rue grâce à un mur de soutènement. Il faut donc gravir quelques marches d'escalier pour accéder au parvis. Au nord du parvis, un autre escalier conduit vers le chemin de Calais, dont les deux extrémités sont reliées à la rue de l'Église. Depuis cette voie, l'on peut apercevoir l'élévation septentrionale de l'église et le chevet, avec les ruines de l'ancien chœur démoli sous la Révolution française.

## Historique

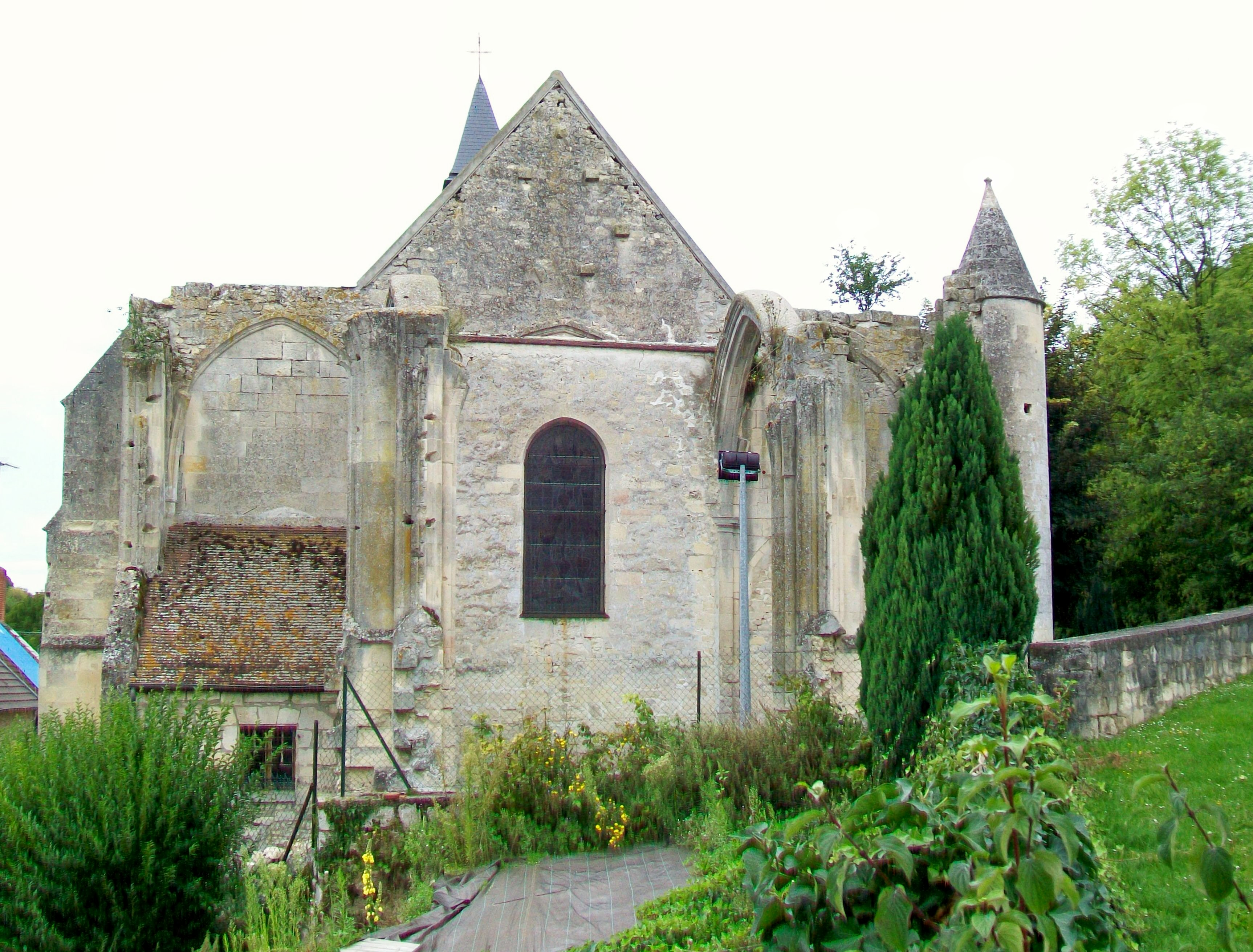
Vue sur le chevet, avec les vestiges du transept et le mur oriental de 1804.

Bouillant est une ancienne commune indépendante, qui fut réunie à Crépy-en-Valois par décret du 20 février 1828. Ses origines se perdent dans le temps. À l'époque carolingienne, Bouillant est une dépendance du domaine royal de Bouville (Bouville étant un hameau de la commune voisine de Duvy). Puis le village est réuni au territoire de Crépy, et est déjà divisé en deux paroisses avant le Xe siècle : Saint-Martin et Saint-Germain. La première correspond au chef-lieu, et se compose du Grand et du Petit-Bouillant. Saint-Germain est situé sur la grande route de Soissons. À l'instar de Crépy, qui est le siège titulaire d'un doyenné, Bouillant fait partie du diocèse de Senlis sous tout l'Ancien Régime. Mais contrairement aux paroisses de Crépy, l'église Saint-Martin n'est pas soumise à la juridiction de l'archidiacre, et relève directement de l'évêque de Senlis. Celui-ci possède en effet un second hôtel épiscopal à Bouillant, qui est attesté jusqu'au XVIe siècle. L'église et la paroisse Saint-Martin possèdent d'autres privilèges. Le curé porte le titre de conseiller-né de l'évêque, et siège de droit dans la chambre ecclésiastique.
Les parties les plus anciennes de l'église sont la façade occidentale et la base du clocher, qui correspond à la partie gauche de la façade, et à la première travée du bas-côté nord. Elles datent de l'apogée de la période flamboyante, entre la fin du XVe et le premier quart du XVIe siècle. Le reste de l'église actuelle est bâti sous une seule campagne, vers le milieu du XVIe siècle, dans un style gothique flamboyant tardif inspiré des parties orientales de l'église Saint-Denis, mais avec des chapiteaux et clés de voûte Renaissance. Le plan comprend une nef de quatre travées accompagnée de deux bas-côtés, un transept et une abside, dont il est incertain si elle se termine par un chevet plat ou à pans coupés. L'on note un léger changement de parti entre les deux élévations latérales de la nef, avec les bas-côtés correspondants. Il est impossible d'affirmer si le clocher a jamais été achevé. Le clocher massif initialement prévu est en tout cas remplacé par un petit clocher en charpente assis à califourchon sur la toiture de la nef.
Sous la Révolution française, Crépy-en-Valois est rattaché au diocèse de Beauvais à l'instar de l'ensemble des paroisses sur le territoire du département de l'Oise. Dans des circonstances qui restent à éclairer, le transept et le chœur sont « renversés » (Dr Alfred Bourgeois), ou « démolis » (Louis Graves). Il est probable que la suppression définitive de la paroisse Saint-Martin est prévue. En tout cas, l'église est fermée au culte, et ne rouvre pas sous le Directoire en 1795, ni après le concordat de 1801, mais seulement après une restauration en 1804. L'église est inscrite au titre des monuments historiques par arrêté du 23 février 1951, et a été restaurée depuis. Crépy-en-Valois est aujourd'hui au centre de la paroisse Saint-Sébastien, qui s'étend sur quinze autres communes. Son lieu de culte principal est l'église Saint-Denis de Crépy-en-Valois, où l'Eucharistie est célébrée les dimanches à 11 h. Il y a également la très récente église Mère Teresa, allée des Lys du Valois, et la chapelle Notre-Dame, 63 rue Saint-Lazare, où les messes ont lieu respectivement le dimanche à 9 h 30 et le samedi à 18 h. Ce calendrier paroissial ne laisse pas de place à l'église Saint-Martin, et sans être désaffectée au culte, accueille encore moins de célébrations que la plupart des églises des quinze communes rurales de la paroisse.

## Description

### Aperçu général

Plan de l'église.

À peu près régulièrement orientée, avec une légère déviation de l'axe de l'édifice vers le nord-est du côté du chevet, l'église répond à un plan très simple, qui s'inscrit dans un rectangle. Elle se compose d'une nef de quatre travées accompagnée de deux bas-côtés. La première travée du bas-côté nord est encore facilement reconnaissable comme ancienne base du clocher. Le chevet est plat. Le mur qui le ferme ne date que de 1804. Jusqu'à la Révolution, il y avait un transept, du même style que la nef, et dont des vestiges assez éloquents sont toujours debout, et une abside, dont plus rien ne subsiste. La sacristie occupe une partie de la superficie de l'ancien croisillon sud. Une tourelle d'escalier parfaitement intacte flanque l'angle nord-est du croisillon nord. Sans tenir compte des parties démolies, l'église mesure 18,00 m de longueur dans l'œuvre, et 15,50 m de largeur environ, dont 6,00 m incombent à la nef, 4,00 m à chacun des bas-côtés, et 75 cm au diamètre des piliers des grandes arcades. Les croisillons du transept n'étaient pas débordants, et avaient donc 4,00 m de profondeur. Les murs ont près d'un mètre d'épaisseur. L'ensemble de l'édifice est voûté d'ogives. La hauteur sous le sommet des voûtes atteint 9,00 m dans la nef, et 7,00 m dans les bas-côtés. D'après le Dr Bourgeois, la hauteur de la croisée du transept et du chœur était plus importante que celle de la nef. Il avance le chiffre de 9,00 m. Cette hypothèse est erronée, comme le montrent l'arc-doubleau occidental de la croisée du transept, qui est visible aussi bien depuis l'intérieur que depuis l'extérieur, et les arcs d'inscription des parties orientales, qui ont exactement la même hauteur. Nef et bas-côtés sont couverts ensemble par une toiture à deux rampants, avec un large pignon en façade. La façade semble subsister en partie de l'édifice précédent. Au moins depuis sa reconstruction au XVIe siècle, la nef n'a jamais possédé de fenêtres hautes. Le portail occidental constitue l'unique entrée.

### Intérieur

#### Nef

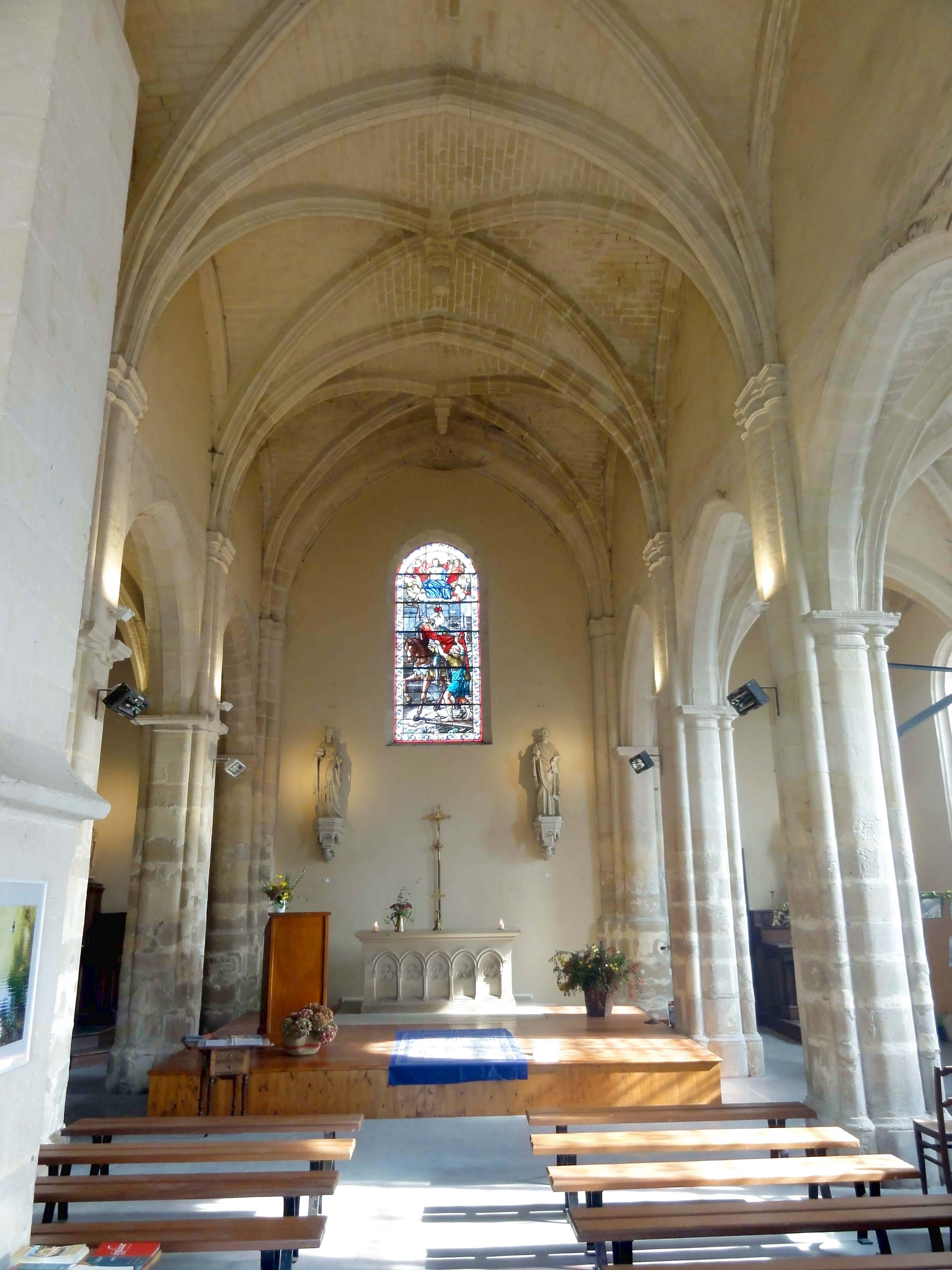
Nef, vue vers l'est.

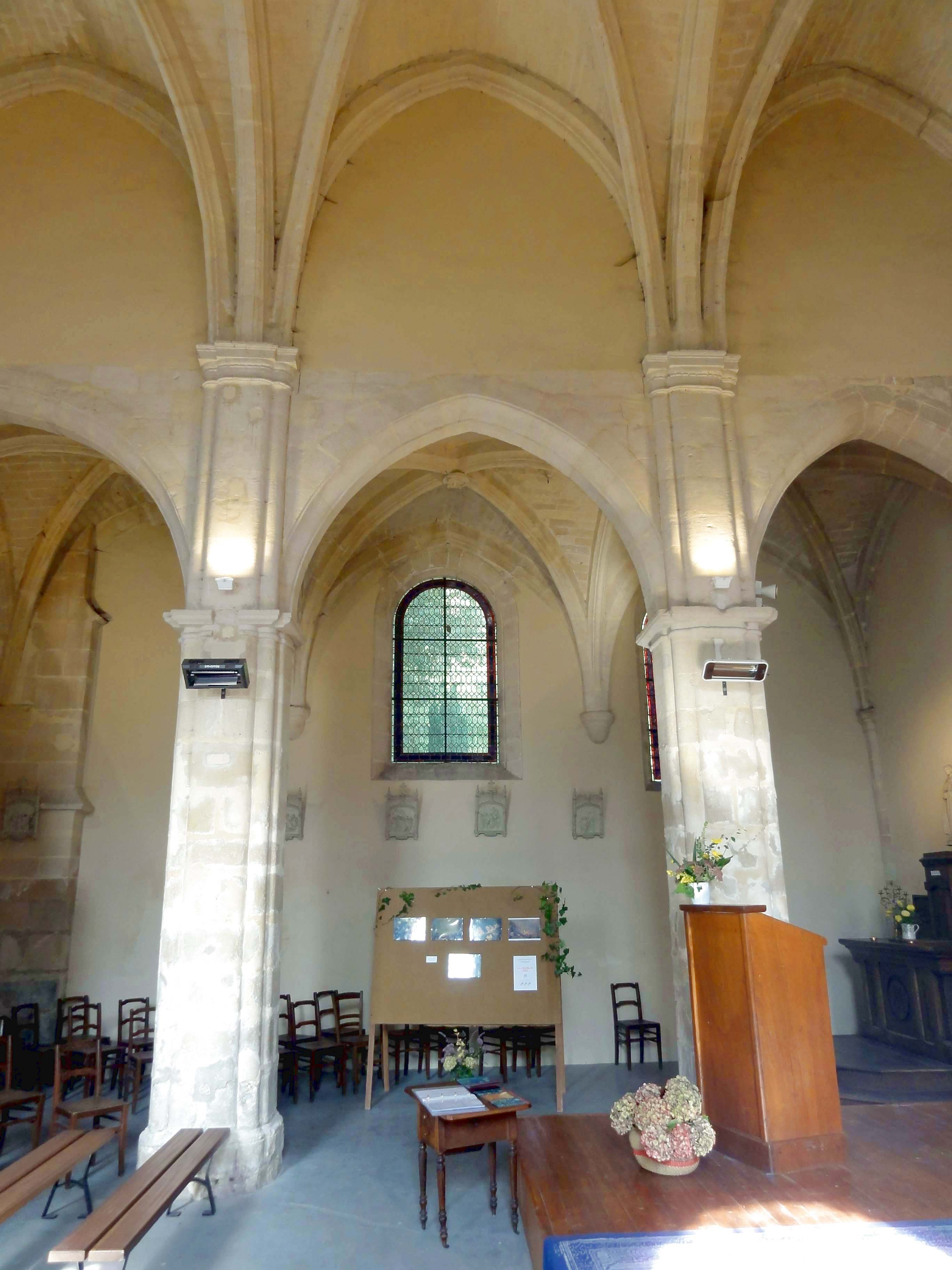
3e travée, élévation nord.

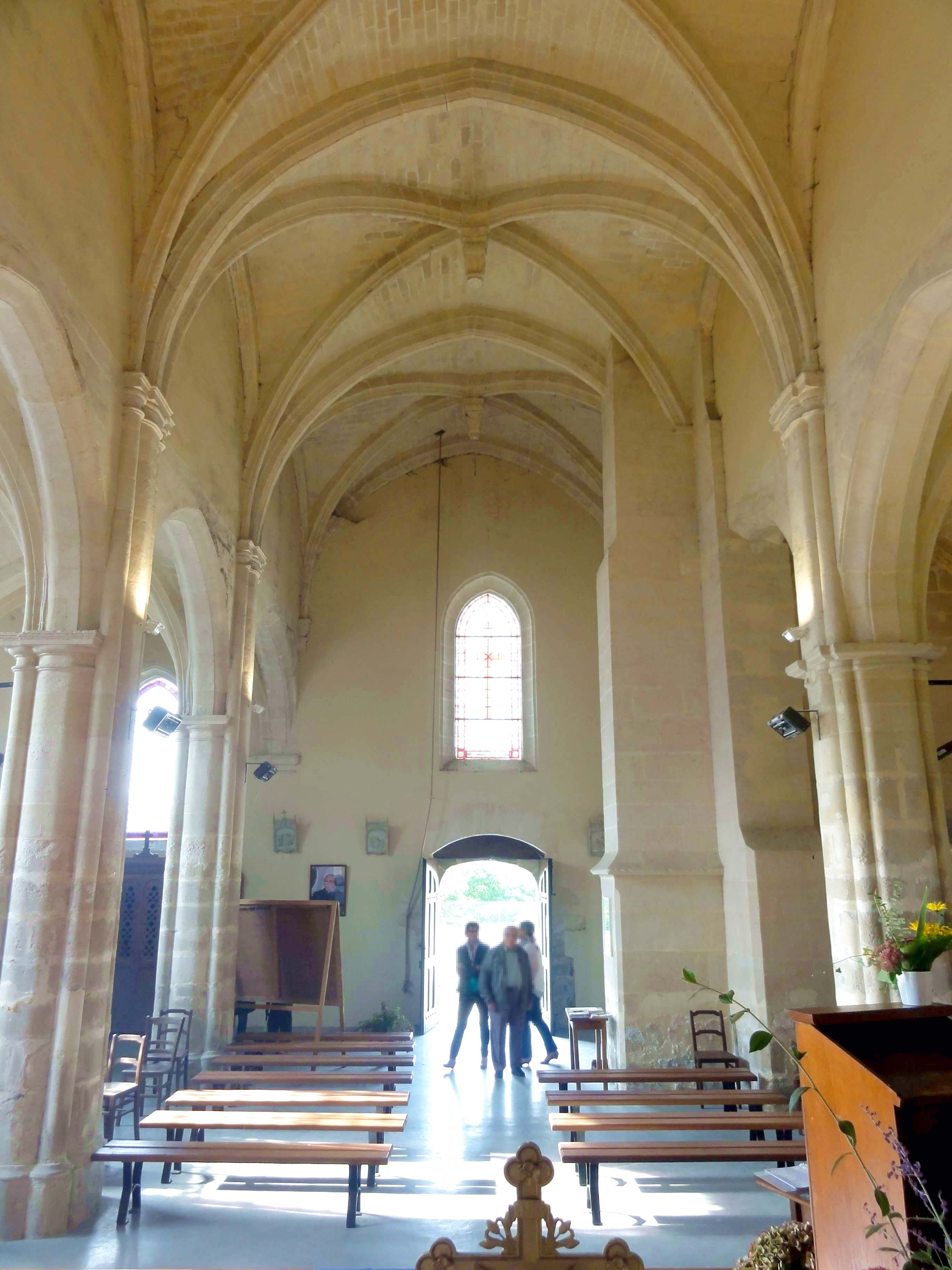
Nef, vue vers l'ouest.

Bien qu'incomplète et de dimensions modestes, l'église Saint-Martin demeure un témoignage intéressant de la période de transition du style gothique flamboyant vers la Renaissance, en développant un parti architectural original, qui est loin des compromis quelque peu fades ou maladroits que l'on peut parfois voir à cette époque, comme à Bresles, Saint-Denis de Crépy-en-Valois, Montagny-Sainte-Félicité, Montfort-l'Amaury, Ognon. L'arc brisé est encore systématiquement appliqué, tant sur les voûtes que les grandes arcades ou les fenêtres. Les travées de la nef étant d'environ la moitié plus larges que profondes, les formerets latéraux et les grandes arcades sont naturellement plus aigües que les doubleaux perpendiculaires. Les grandes arcades occupent les deux tiers des élévations latérales, et la retombée des hautes-voûtes s'effectue à peu près au niveau du sommet des grandes arcades, ce qui réduit l'étage de murs aveugles aux lunettes des voûtes, et relativise l'absence de fenêtres hautes. Mais la particularité réside dans la conception des piliers. Ce ne sont plus les piliers ondulés habituellement employés à la période flamboyante, et qui font souvent regretter l'interception des lignes organiques voulues par leur concepteurs par des tailloirs et chapiteaux, ni des piliers Renaissance inspirés de l'architecture antique. Les piliers sont cantonnés de quatre petits fûts cylindriques, qui délimitent un pilastre aux angles adoucis par des quarts-de-rond sur chacune des quatre faces. Ces piliers existent déjà dans le chœur de l'église Saint-Denis, qui a vraisemblablement servi de modèle. Si à Saint-Denis, l'architecte hésite encore entre des nervures pénétrantes, utilisées autour de la croisée du transept, et des culs-de-lampe Renaissance, employés dans les croisillons et dans le sanctuaire, la nef de Saint-Martin fait preuve d'un parti cohérent, et présente des tailloirs et chapiteaux à la retombée des grandes arcades et des hautes-voûtes.
Les tailloirs des grandes arcades sont rectangulaires, tandis que les chapiteaux épousent le plan des piliers. Ils ne sont pas identiques au nord et au sud, et les tailloirs n'y adoptent pas le même profil. Par ailleurs, ils ceinturent les piliers au nord (avec seulement une brève interruption au milieu du pilastre côté nef, qui pourrait résulter d'une dégradation), mais épargnent le pilastre côté nef et les deux fûts adjacents au sud. Au nord, le profil des tailloirs est composé, du haut vers le bas, d'une plate-bande et d'un quart-de-rond. Un peu plus bas, les piliers arborent un astragale sous la forme d'une baguette, ce qui amène à considérer l'intervalle d'avec les tailloirs comme chapiteaux ébauchés. Au sud, les pilastres sont bombés, et le profil des tailloirs accuse un filet, deux listels, et une plate-bande. Il y a ensuite des chapiteaux doriques, composés d'un quart-de-rond, d'un listel, d'une frise aniconique, et d'un astragale sous la forme d'une baguette accompagnée d'un listel. Les socles des piliers sont du même plan que ces derniers, mais leur envergure est plus importante. Il en résulte un ressaut, qui est agrémenté d'un cavet, que l'on peut considérer comme étant la base du pilier. Les claveaux des grandes arcades ne saillissent point devant la surface murale, et leur mouluration se fait très discrète, ce qui évite toute lourdeur, qui pourrait surgir de la conjonction avec les tailloirs et chapiteaux. Seulement l'intrados est mouluré, et accuse un large méplat entre deux larges moulures concaves esquissant des doucines. Pour venir aux chapiteaux du second ordre, ils sont calqués sur les chapiteaux des grandes arcades du sud. La seule différence consiste en la présence d'un rang de perles allongées en haut des corbeilles. Les ogives et doubleaux retombent les unes à côté des autres, alors que les formerets retombent à l'arrière-plan, sans interpénétration des nervures. Les doubleaux présentent un méplat entre plusieurs listels et ressauts, et affichent ainsi un profil propre à la seconde moitié du XVIe siècle. Le doubleau vers la croisée du transept, bouché par un mur, est plus large que les doubleaux intermédiaires de la nef, et accuse un boudin entre deux larges doucines. Comme particularité, il s'accompagne de formerets, que l'on peut aussi considérer comme rouleau supérieur. Conformément à l'usage à la période flamboyante, le profil des formerets correspond à la moitié du profil des ogives, qui sont à angle émoussé, et reflètent le style de la période flamboyante finissante des années 1540. Quant aux clés de voûte pendantes, toutet différentes, elles sont cubiques ou cylindriques, et associent des éléments empruntés aux entablements doriques et aux chapiteaux corinthiens à des bourgeons.
La première travée au nord de la nef forme exception, car elle servait de base à l'ancien clocher. À l'emplacement du premier pilier intermédiaire des grandes arcades du nord, deux volumineux contreforts du clocher font saillie dans la nef, vers le sud et vers l'est. Ils se retraitent deux fois par un court glacis, dont le premier au sud est complété par un larmier présent sur les trois faces. L'arcade méridionale de la base du clocher est plus étroite que les autres, et nettement moins élevée. Elle n'est pas moulurée, et a seulement les angles chanfreinés. Il est courant à la période flamboyante qu'aucun effort n'est entrepris pour dissimuler la présence du clocher depuis la nef, comme l'on peut le voir à Baron, Montagngy-Sainte-Félicité, Versigny, etc. L'église d'Ermenonville possède pourtant un clocher flamboyant parfaitement invisible depuis l'intérieur de l'église. La position du clocher au-dessus de la première travée du nord est atypique, mais se trouve également à Boran-sur-Oise et au Mesnil-Amelot. La plupart des clochers flamboyants de la région sont implantés au-dessus de la première travée du sud. Reste à évoquer le revers de la façade. Dans l'angle nord-ouest, les nervures de la voûte sont reçues sur un cul-de-lampe arasé, et semblent se fondre dans les murs. Dans l'angle sud-ouest, les supports habituels de la nef semblent englobés dans le mur, et seulement leur extrémité orientale fait surface. Aucun pilier n'est visible en dessous du tailloir de la grande arcade. La façade occidentale étant de quelques décennies plus ancienne que le reste de l'église (de même que la base du clocher), la cause devrait être une erreur de calcul, ou le renoncement à la reconstruction de la façade, qui pouvait faire partie du projet initial. La fenêtre au-dessus du portail, refaite à la période flamboyante, est entourée d'une fine moulure concave, et d'une large gorge.

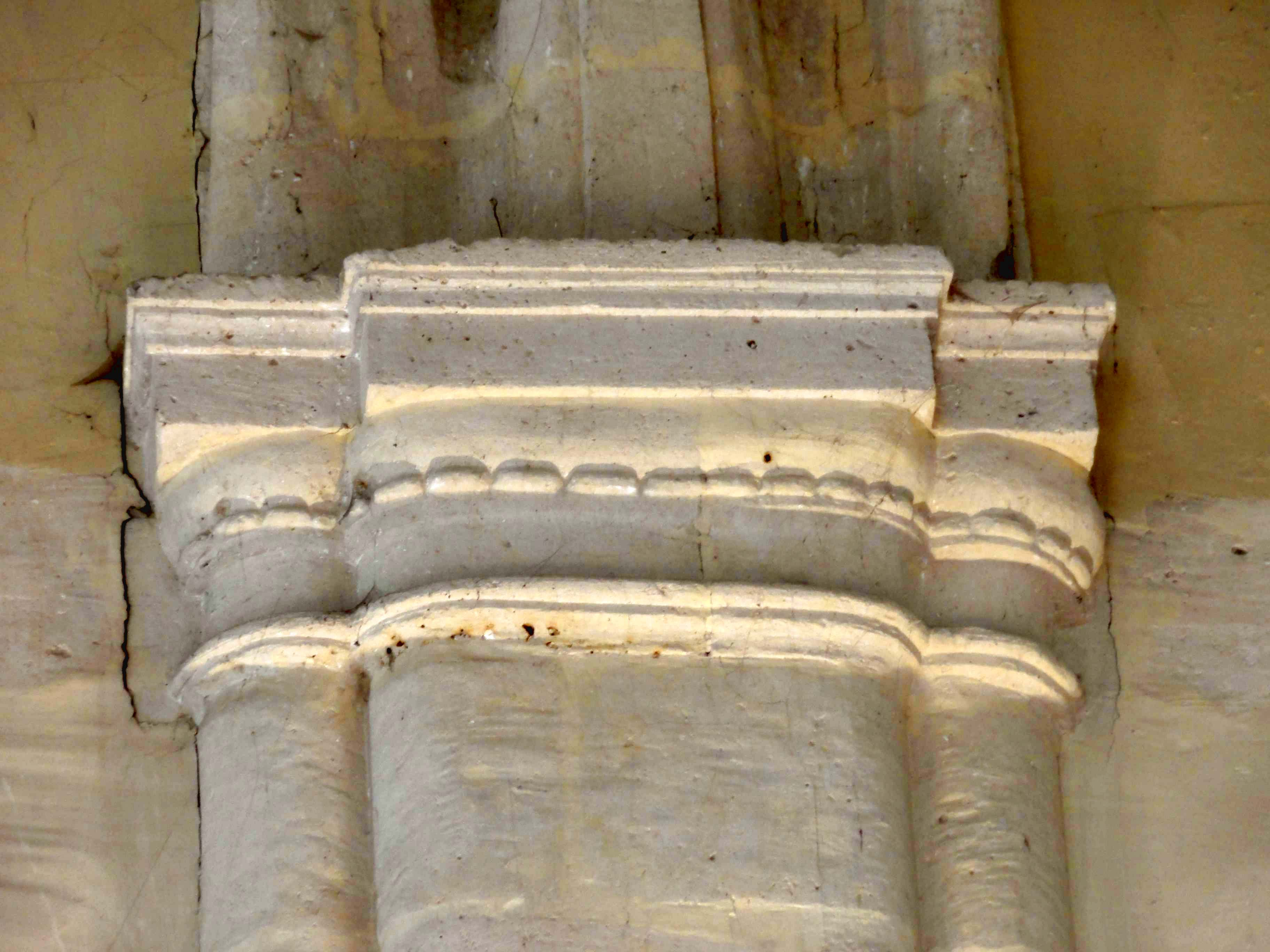
Chapiteau du 2e ordre.
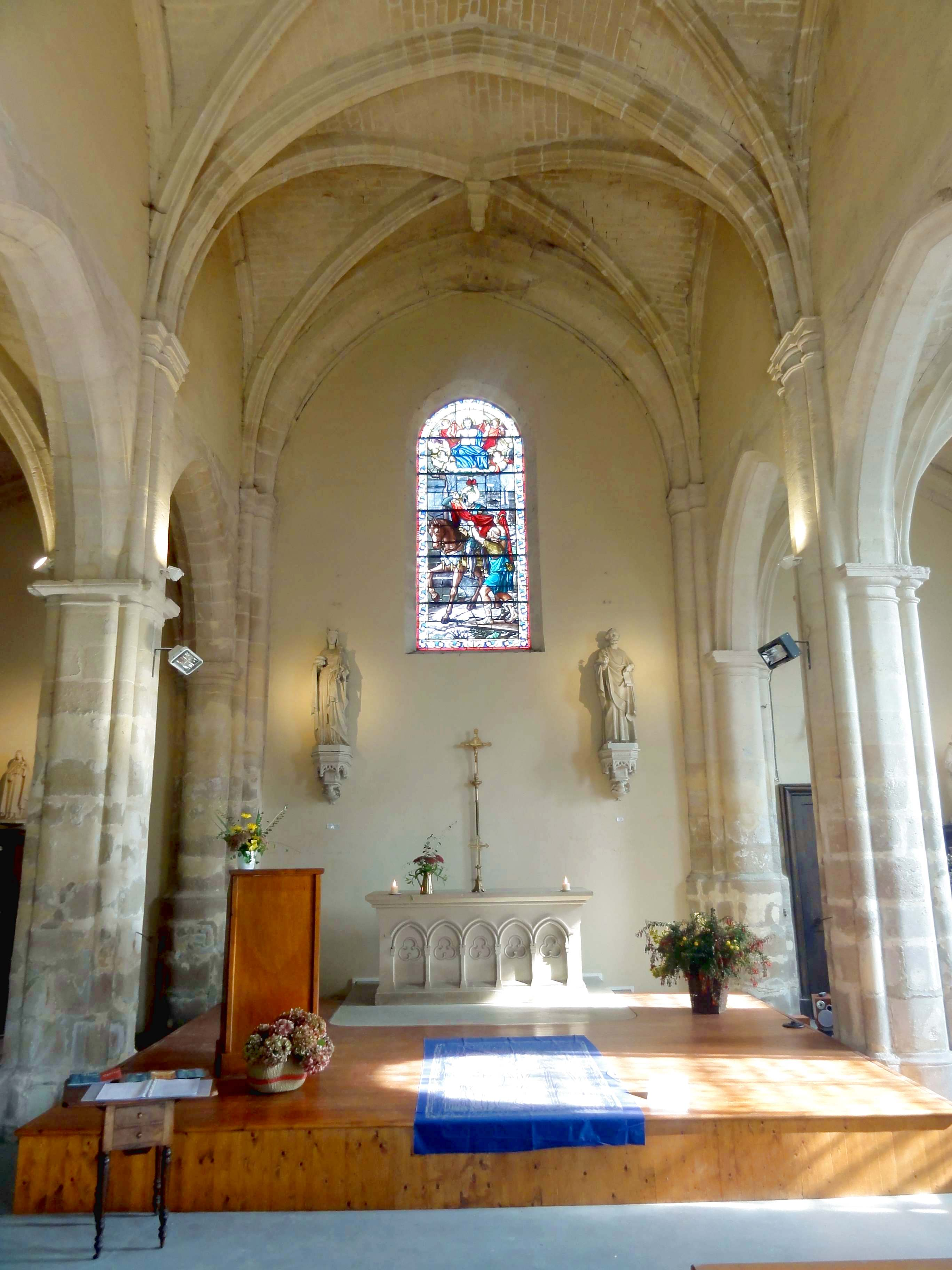
Vue vers l'est.
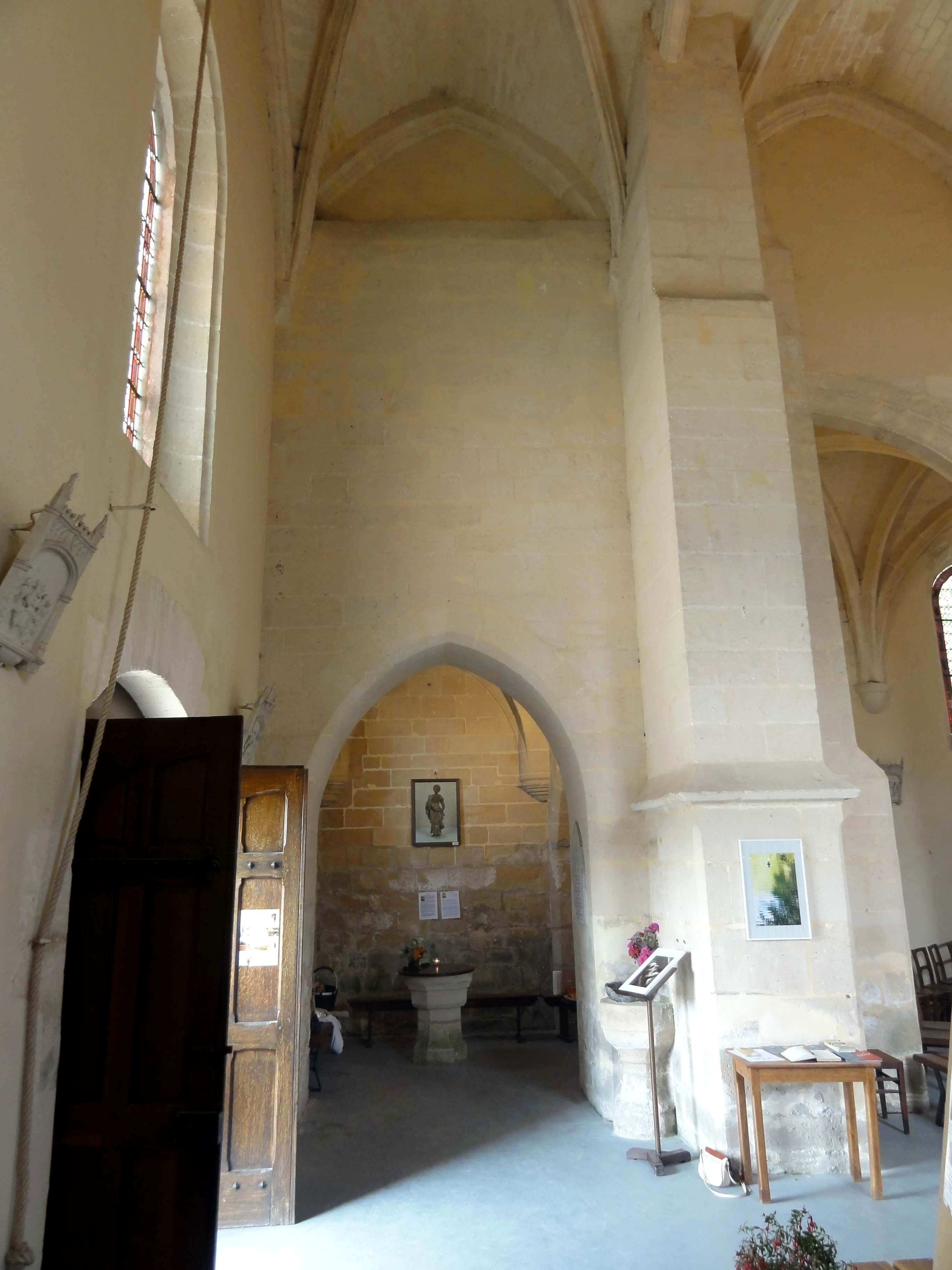
1re travée, élévation nord.
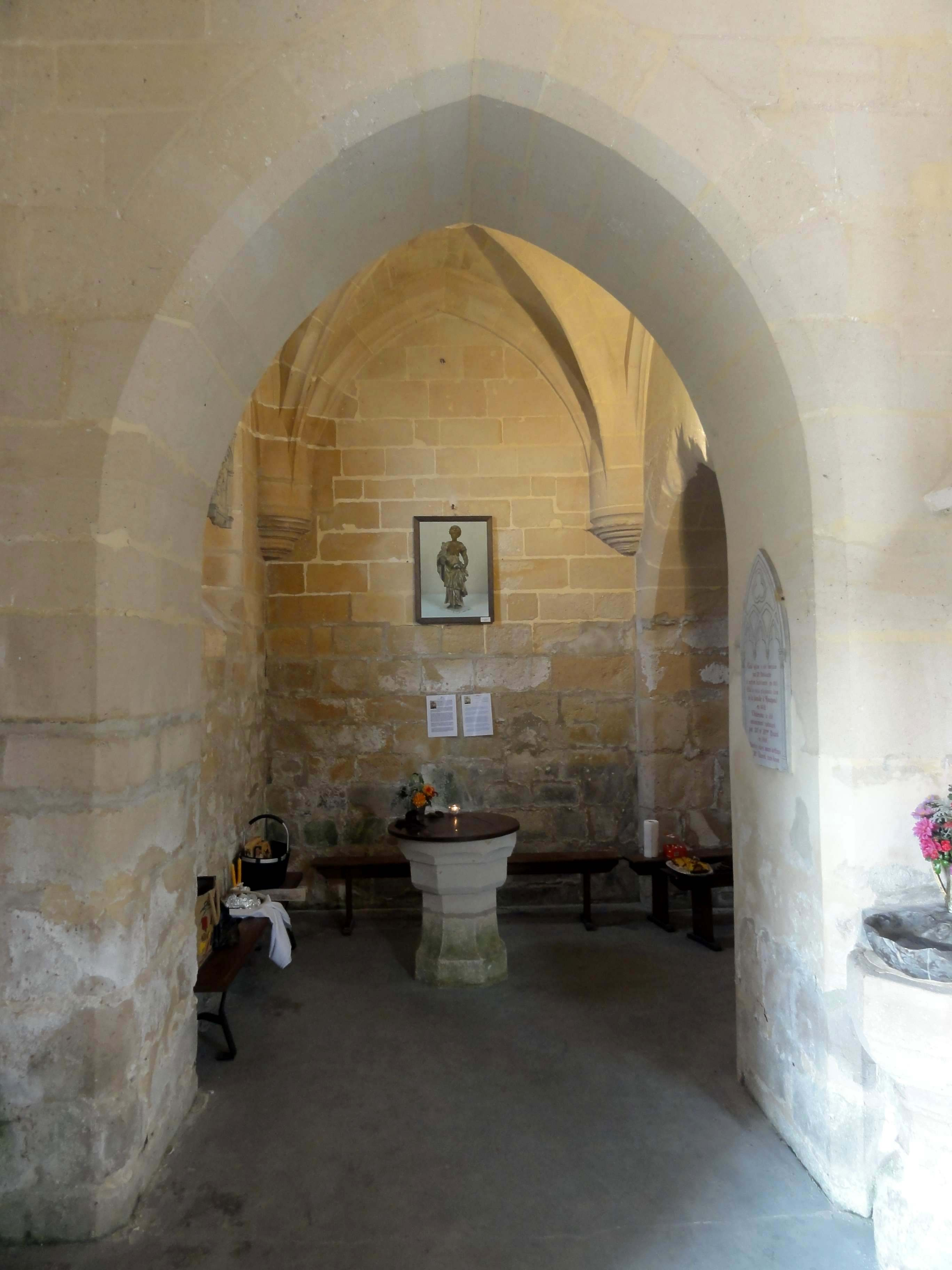
1re grande arcade.
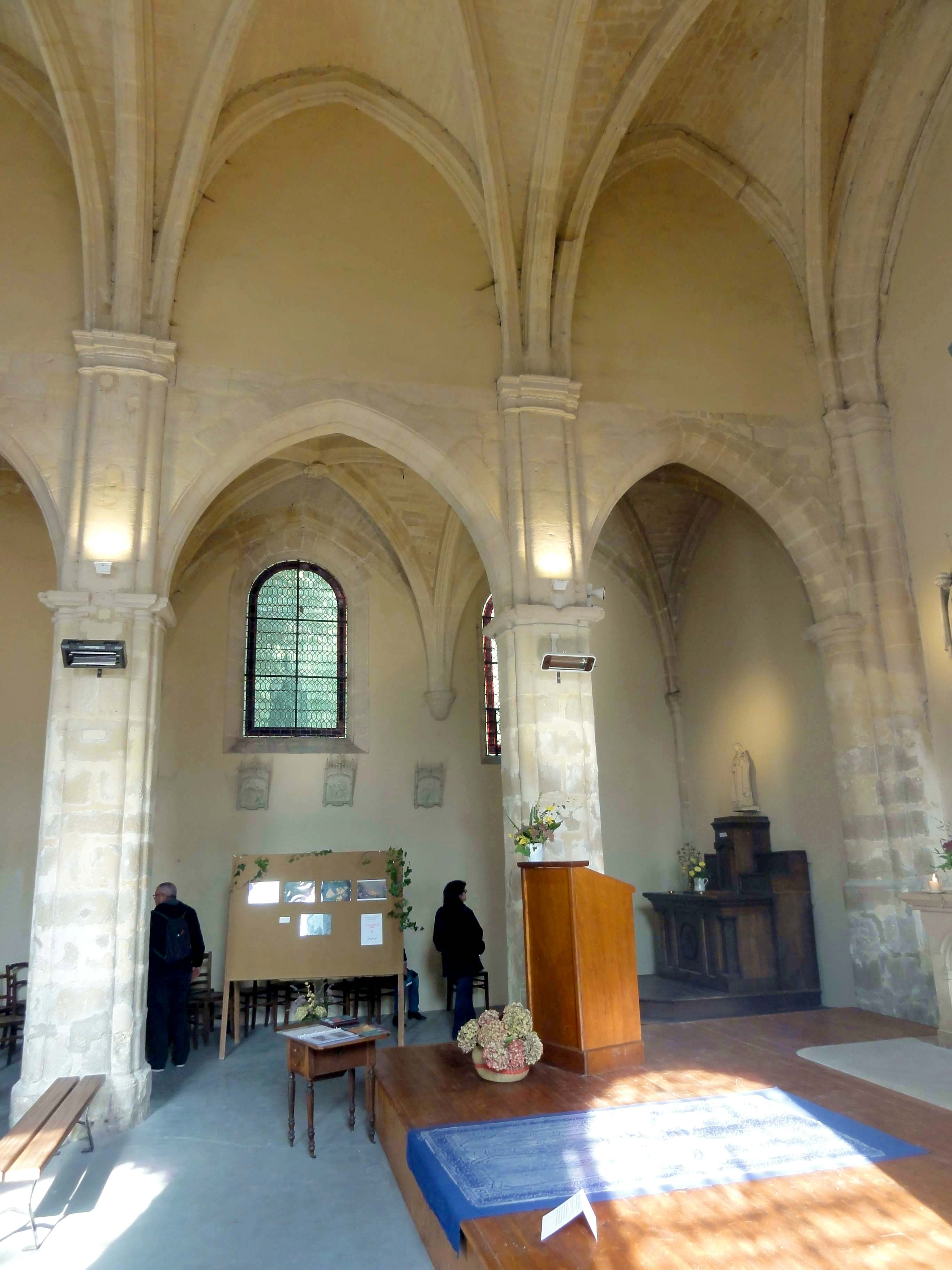
3e et 4e travée, côté nord.
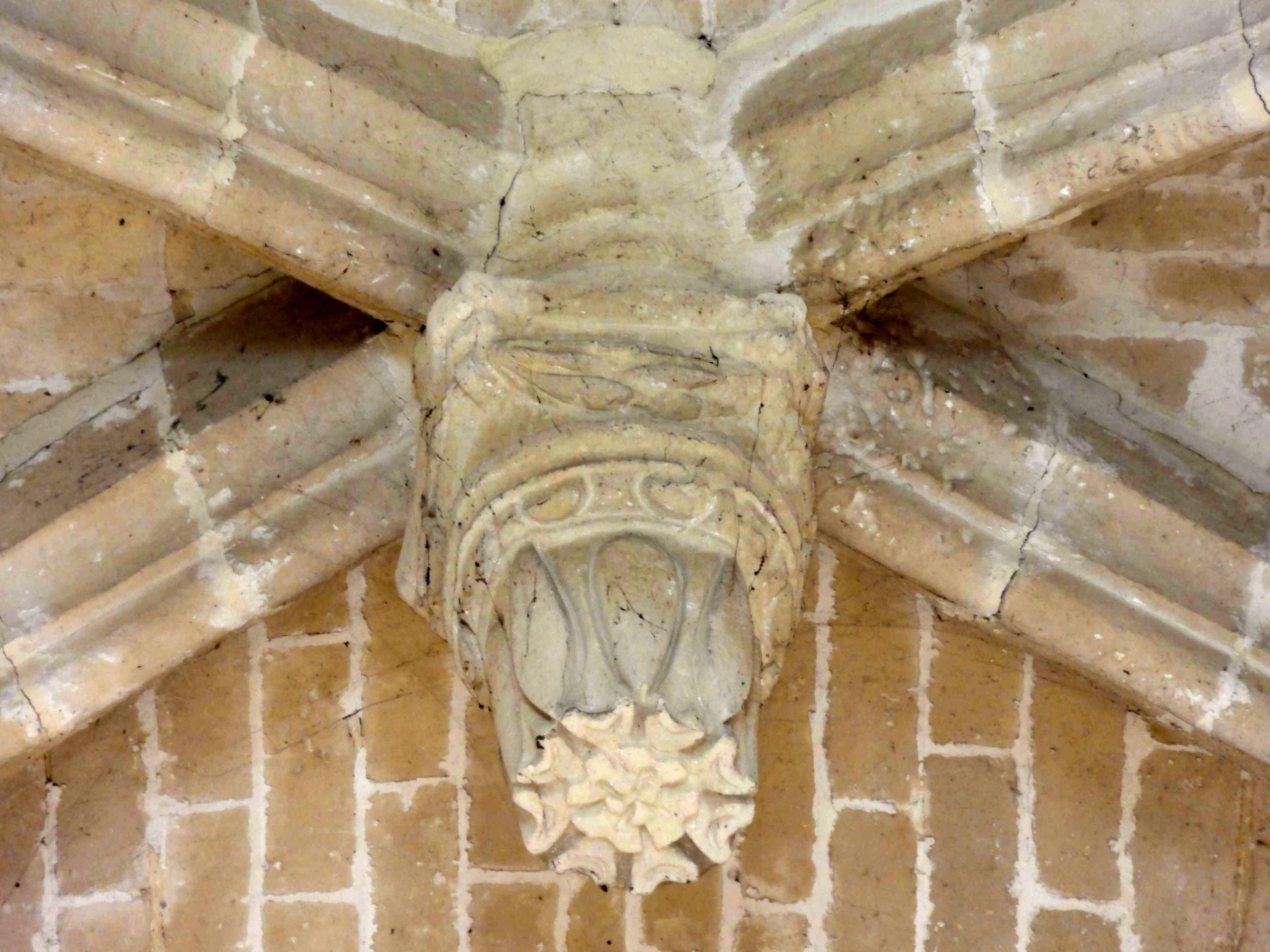
3e clé de voûte.

#### Bas-côtés

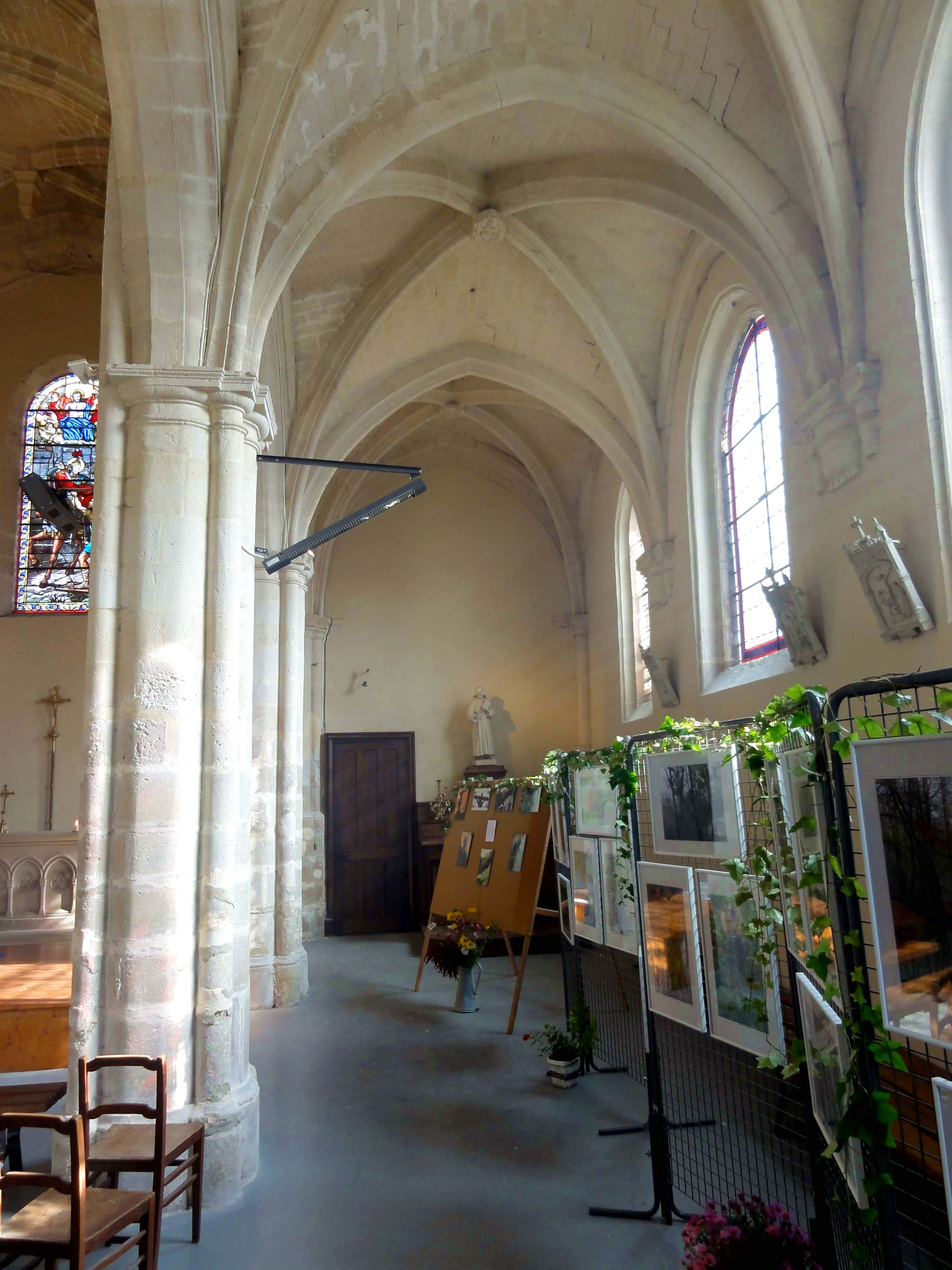
Bas-côté sud.

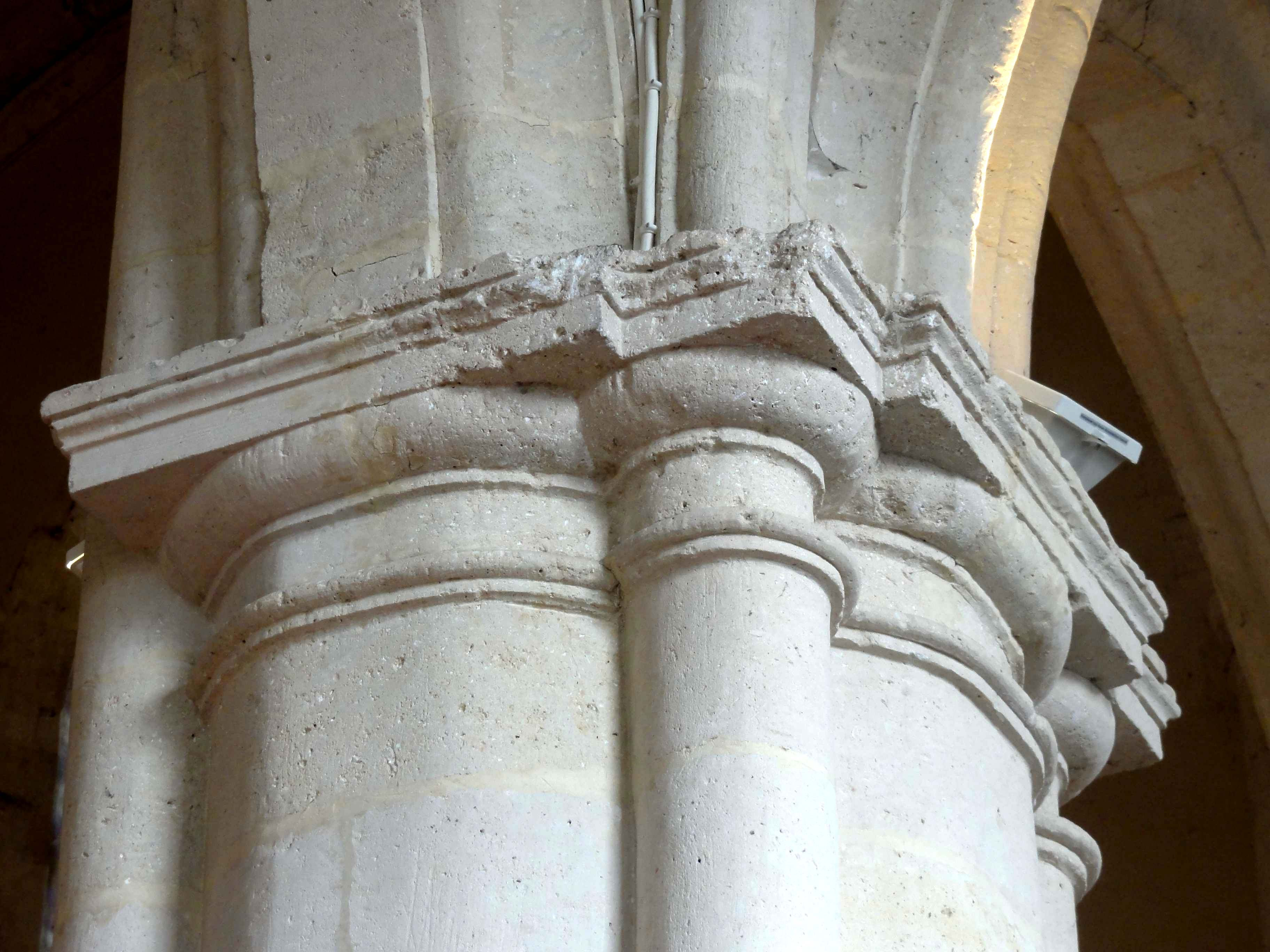
Bas-côté sud, chapiteau des grandes arcades.

Les deux bas-côtés sont largement déterminés par les grandes arcades. Les nervures des voûtes sont reçues sur des culs-de-lampe le long des murs gouttereaux, qui sont directement dérivés des tailloirs et chapiteaux des grandes arcades. Dans le bas-côté sud, où les piliers des grandes arcades sont munis de chapiteaux d'un plan complexe, les culs-de-lampe correspondent aux chapiteaux de l'une des faces des piliers, et sont donc tripartites. Ils reprennent les strates de modénature des tailloirs et chapiteaux, et sont complétés par des consoles, dont celles correspondant aux ogives sont coniques, tandis que celle correspondant au doubleau est arrondie, et agrémentée de gouttes. Dans le bas-côté nord, où les piliers des grandes arcades sont seulement pourvus de tailloirs, les culs-de-lampe se font plus discrets, et se composent d'un tailloir en hémicycle qui accuse le même profil que les tailloirs des grandes arcades, et d'une console arrondie. Des exceptions existent dans les extrémités nord-est et sud-est de l'église, où les tailloirs ou chapiteaux sont supportés par des fûts engagés. Mais la majeure partie des supports est ici cachée par les murs qui bouchent les arcades vers les croisillons démolis du transept. Pour des raisons évidentes, l'ancienne base du clocher, aménagée comme chapelle des fonts baptismaux, forme également exception. Elle est séparée du reste du bas-côté par une arcade très basse, et à sa droite (en regardant depuis l'est), un troisième contrefort du clocher fait saillie devant la surface murale. Il ressemble au contrefort méridional visible dans la nef. Les ogives et formerets se fondent dans de gros fûts cylindriques engagés dans les angles, qui sont rapidement interceptés par des culs-de-lampe agrémentés de très nombreuses strates de modénature.
Dans la base du clocher, les ogives accusent un profil prismatique aigu, qui renvoie à la période flamboyante à son apogée. Le clocher aurait donc été reconstruit avant le reste de l'édifice. Dans les autres travées des deux bas-côtés, les ogives sont du même profil que dans la nef, et ce profil s'applique également aux doubleaux, qui, en raison de leur portée moindre, sont plus minces que dans la nef. Hormis dans la troisième travée du sud, où la voûte arbore un écusson, les clés de voûte sont garnies de disques sculptés de motifs simples en bas-relief. Dans la première et la dernière travée du nord, l'on trouve des compositions végétales. Dans la seconde travée du nord, l'on lit le millésime de 1626, qui pourrait correspondre à la date d'une restauration. Assez curieusement, les caractères sont renversés. Dans la troisième travée, l'on trouve le monogramme IHS. Au sud, l'on voit la colombe du Saint-Esprit, un cœur, l'écusson déjà mentionné, et le monogramme MA pour la Vierge Marie. Concernant les élévations latérales, l'on note l'absence de fenêtres au nord des deux premières travées du bas-côté nord, et la plus petite dimension des fenêtres du bas-côté nord par rapport à celles du sud. Selon le Dr Boursier, la fenêtre de la quatrième travée du nord serait moderne, et pourrait dater de la restauration en 1804. Elle est différente de la baie précédente, mais les deux sont simplement entourées d'un ébrasement. Au sud, les fenêtres sont de dimensions généreuses, et leur pourtour est soigneusement mouluré d'une arête saillante et d'une large gorge, mais aucune fenêtre n'est équipée d'un remplage. La baie occidentale de la base du clocher est petite, et entourée d'une large gorge, tandis que la fenêtre occidentale du bas-côté sud est analogue à celle de la nef, et tout aussi grande.

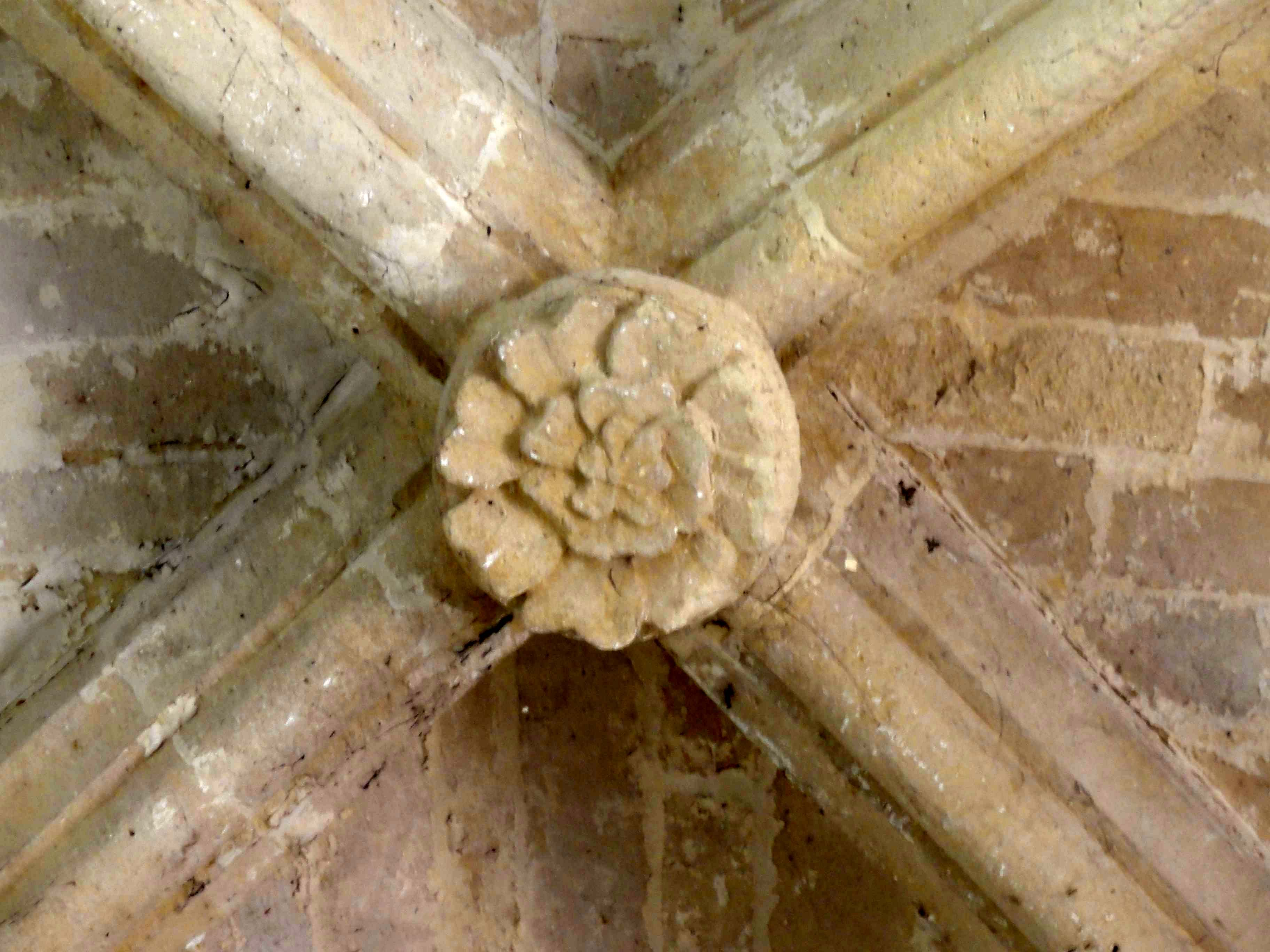
Bas-côté nord, clé de voûte de la 4e travée.
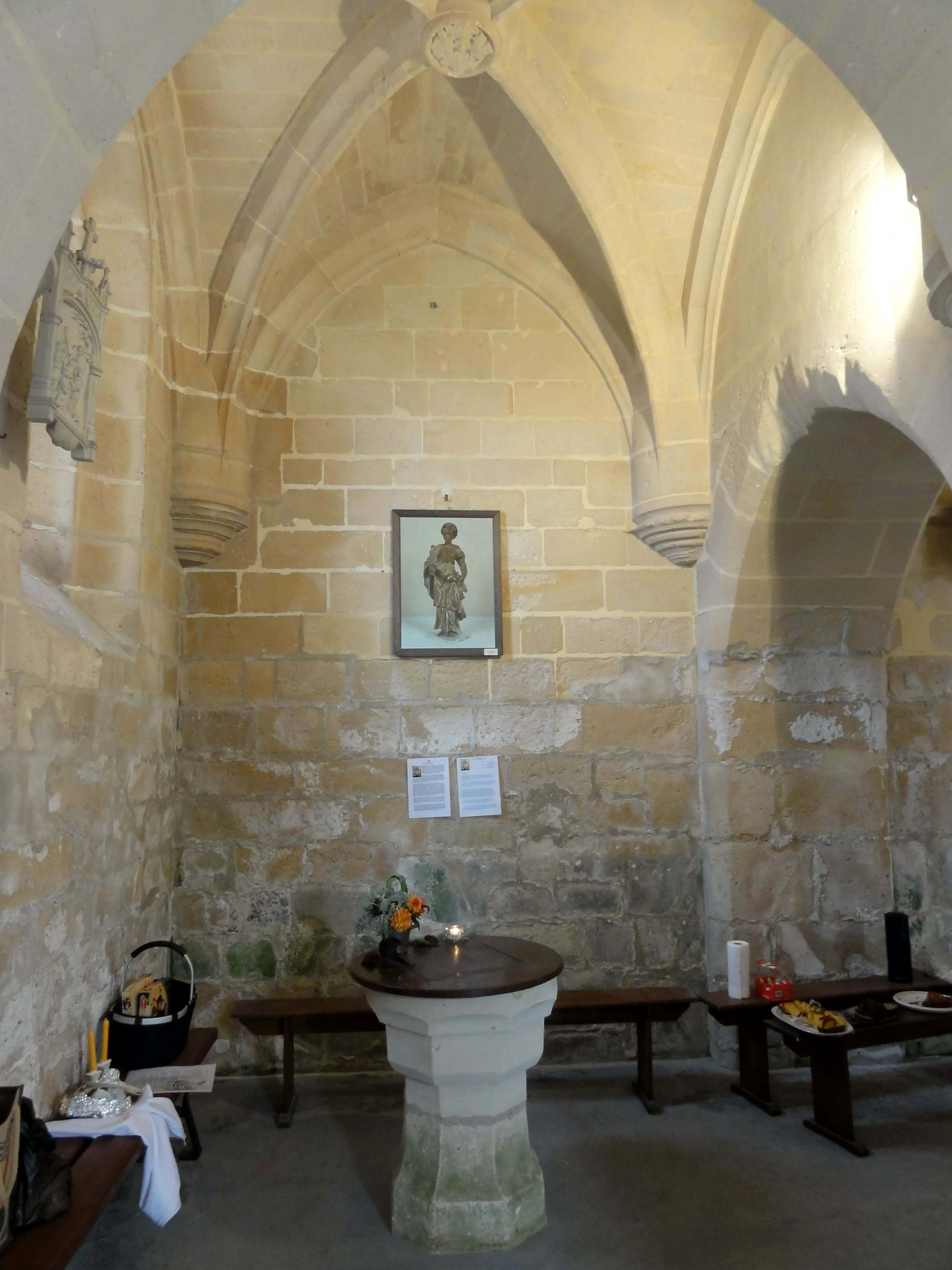
Chapelle baptismale (base de l'ancien clocher).
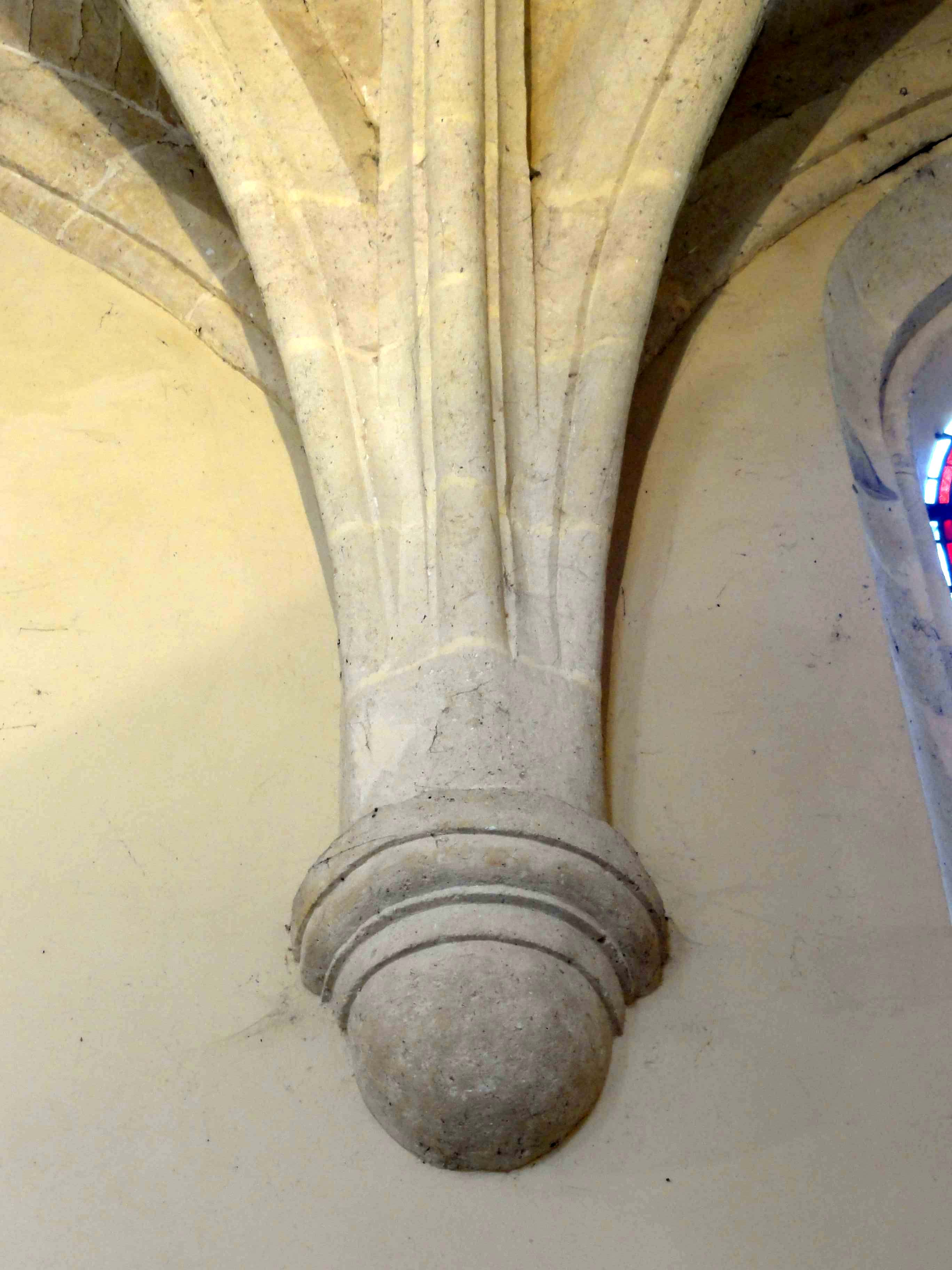
Bas-côté nord, cul-de-lampe côté nord.
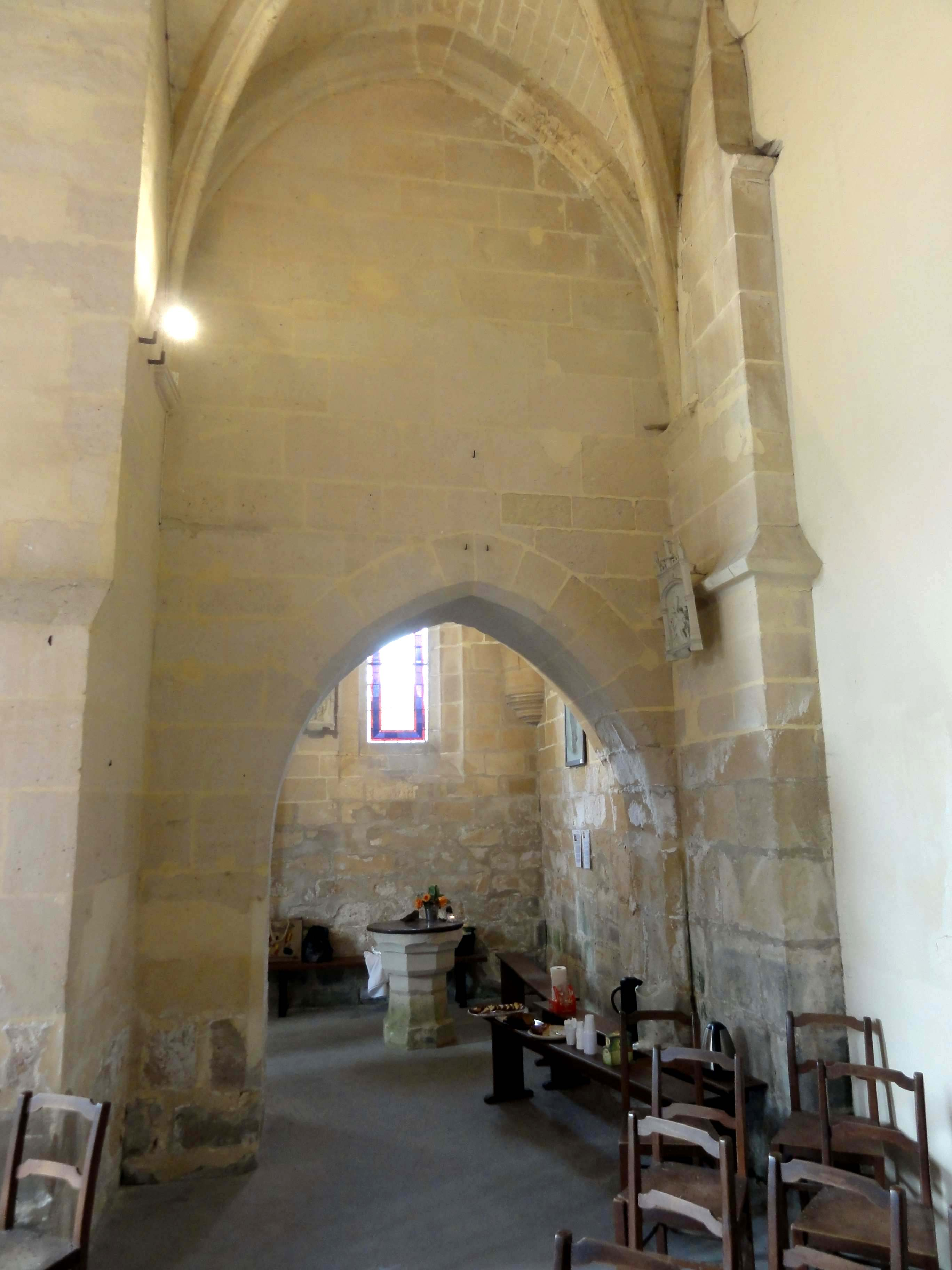
Bas-côté nord, vue sur l'ancienne base du clocher.
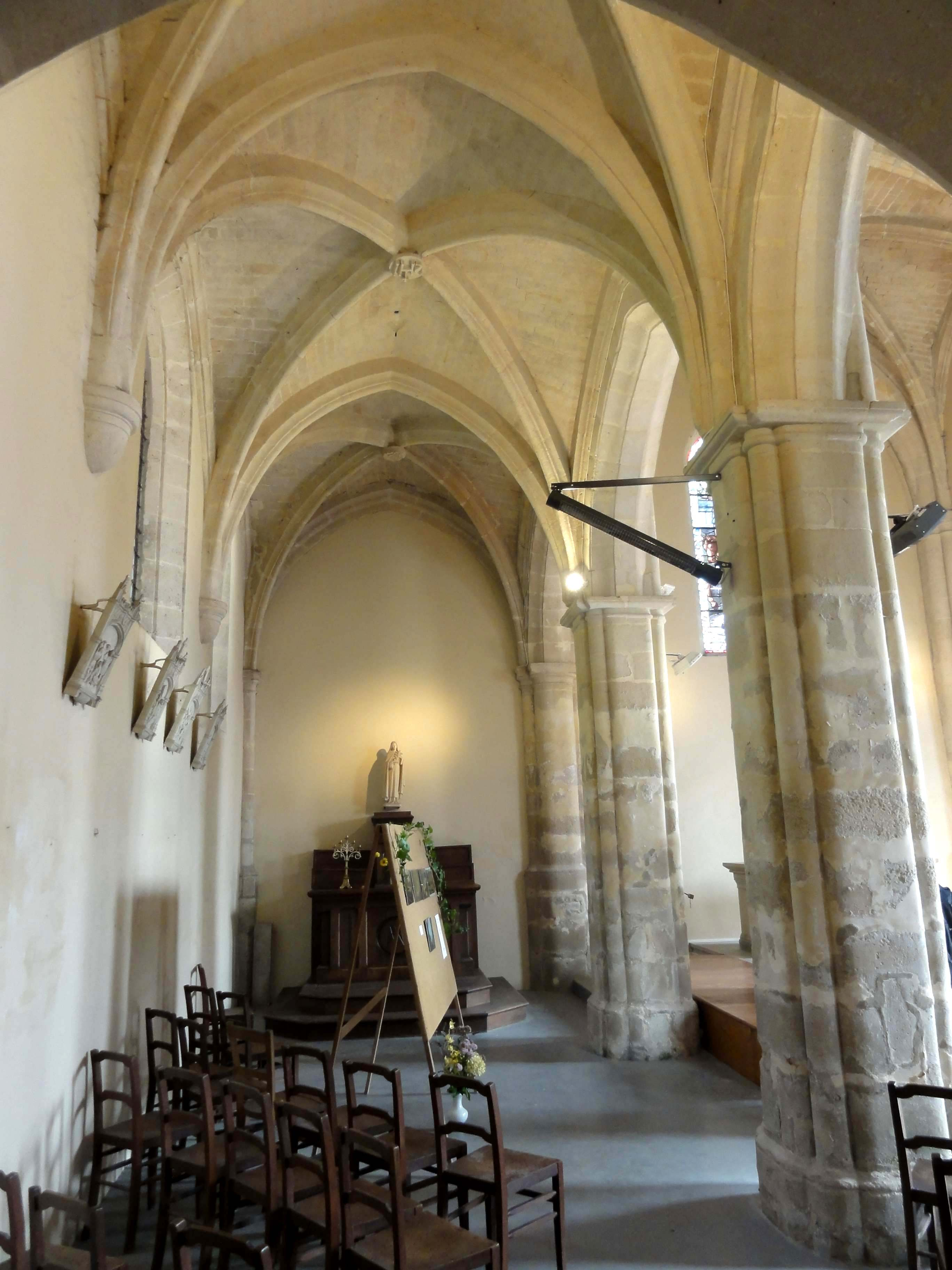
Bas-côté nord, vue vers l'est.
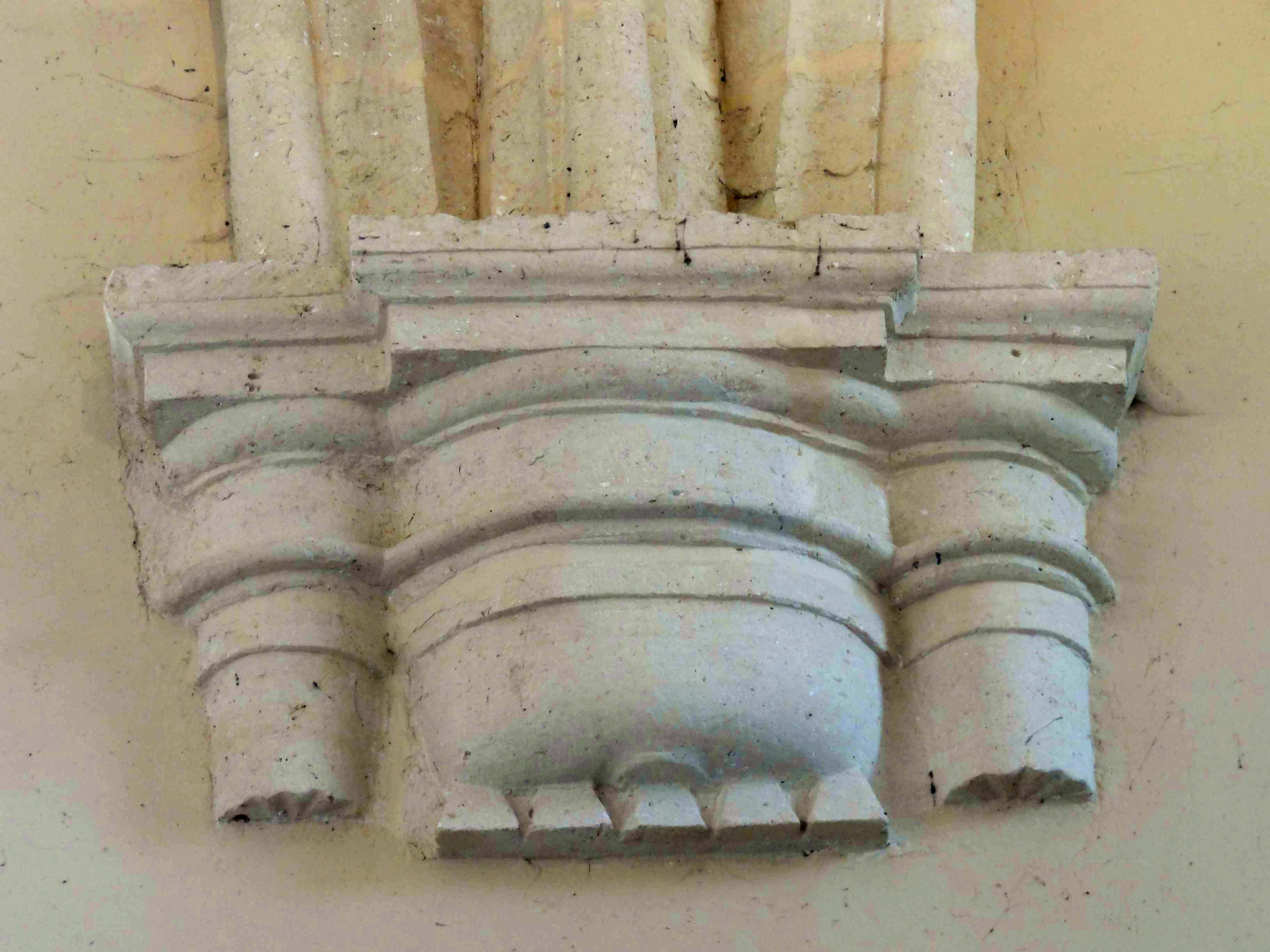
Bas-côté sud, cul-de-lampe côté sud.

### Extérieur

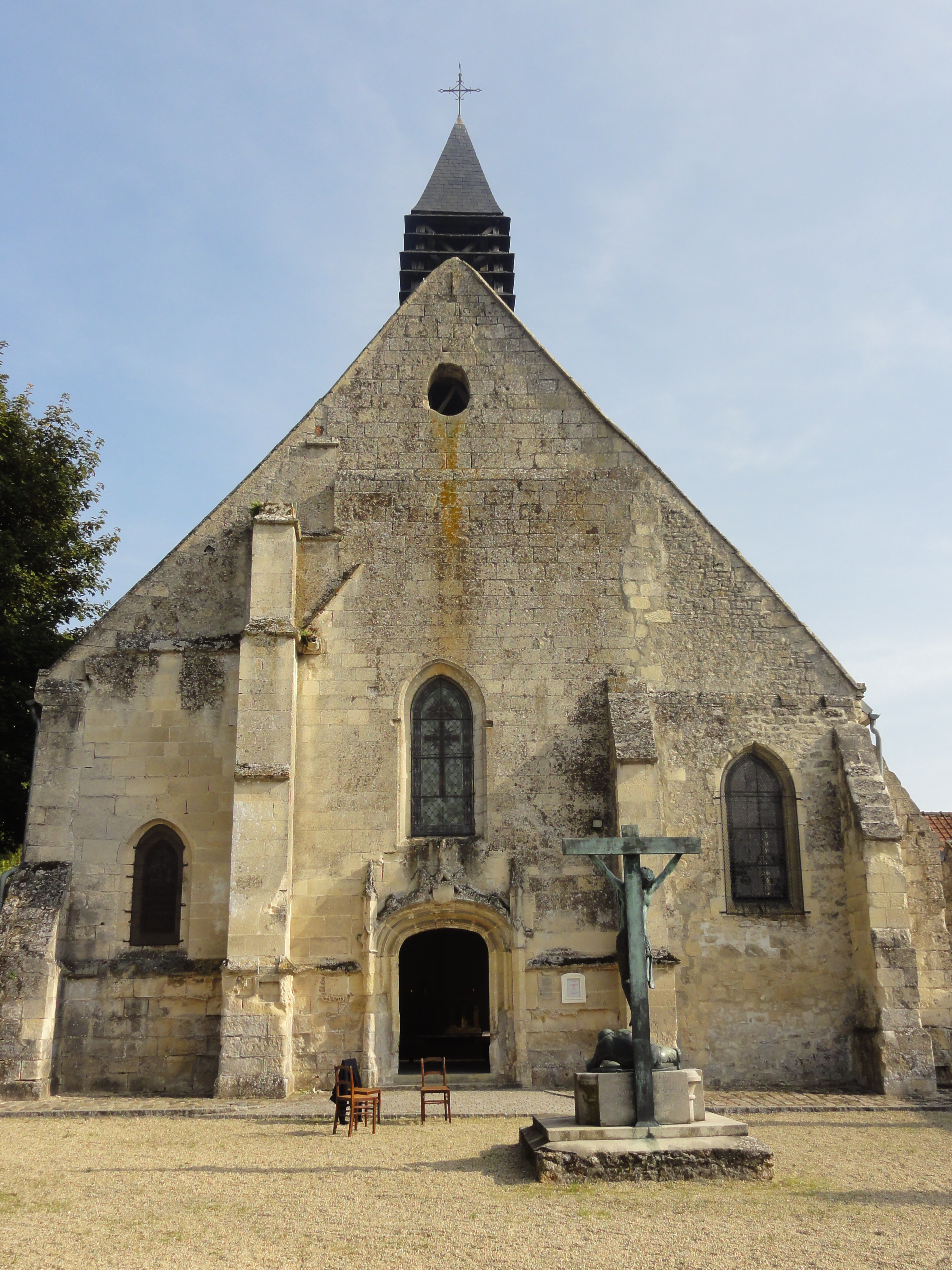
Façade occidentale.

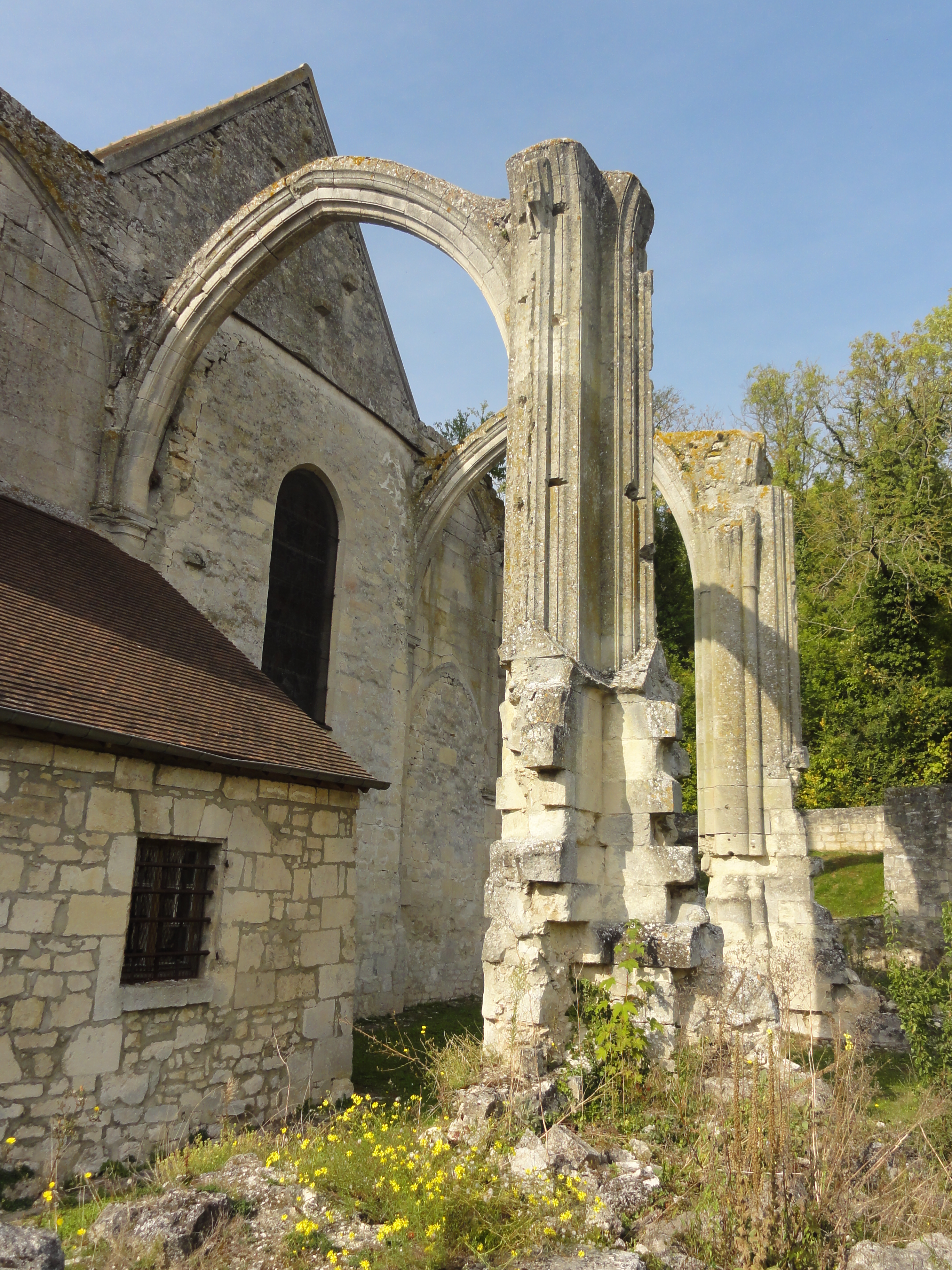
Vue depuis le sud-est sur l'ancienne croisée du transept.

La façade occidentale est en grande partie appareillée en pierre de taille, hormis le mur occidental du bas-côté sud et son demi-pignon, qui sont bâtis en moellons. Le portail frappe par ses petites dimensions. Il est en anse de panier, et entouré de trois voussures séparées par des arêtes saillantes. L'archivolte supérieure bute contre deux minces contreforts, qui se présentent par un angle saillant, et sont couronnés de petits pinacles plaqués. Elle est surmontée d'une accolade, dont le riche décor sculpté est complètement abîmé, et dont le tympan arbore un écusson bûché à la Révolution. Globalement, la façade paraît construite avec soin, mais elle est assez hétérogène, et présente de nombreuses traces de collages. Une modification importante est en effet intervenue après la démolition du clocher, ou le renoncement à son achèvement. Ce n'est qu'à cette occasion que la façade fut munie d'un large et haut pignon unique. Avant, la nef possédait un pignon indépendant, dont l'amorce du rampant de gauche est encore visible près de la gargouille à côté du troisième larmier du contrefort de gauche. La vocation de la gargouille était l'évacuation des eaux pluviales de la noue entre le mur méridional du clocher, et la toiture de la nef.
Au-dessus de la gargouille, l'un des contreforts méridionaux du clocher est englobé dans le pignon, ce qui est mis en exergue par deux larmiers faisant légèrement saillie. Plus bas, cet ancien contrefort n'est pas visible, ce qui indique que la façade fut élevée en même temps que la base du clocher. Le larmier qui court à la limite des allèges, et passe autour des contreforts occidentaux de la nef, parle dans le même sens. Ce larmier manque sur le mur occidental du bas-côté sud, plus tardif, de même que sur les contreforts de l'angle sud-ouest, qui sont très bas, et doivent être postérieurs à l'abandon du clocher. Un troisième indice de l'appartenance de la base du clocher et du mur occidental de la nef à la même campagne de construction est la ressemblance entre les deux contreforts de la nef. Celui de droite est peu élevé, et n'atteint même pas la base de l'ancien pignon. Il est scandé par le larmier déjà mentionné, et s'amortit par un long glacis pentu formant larmier. Celui de gauche, partagé avec le clocher, est nettement plus élevé, et scandé par le larmier déjà signalé ; un second larmier présent uniquement sur la face frontale ; et deux autres larmiers allant tout autour, et masquant une retraite. Puis, le contrefort s'arrête subitement après le quatrième larmier. Au-delà, il a été démoli, ou n'a jamais été construit. Le troisième larmier, au niveau de la gargouille, se prolonge vers la gauche sur le mur occidental du bas-côté nord. Mais il n'atteint pas l'angle du mur, dont il est évident qu'il a été repris, comme le montre la différence de niveau des assises. Les fenêtres de la nef et des bas-côtés ont déjà été décrites. Il y a, en plus, un oculus circulaire sur la partie haute du pignon.
Tant à l'angle sud-ouest qu'au sud, le bas-côté sud est épaulé par des contreforts très réguliers et fortement saillants, différents des contreforts occidentaux de la nef. Ils se retraitent par un faible ressaut après les premières assises, puis par un fruit près de la limite des allèges, et s'amortissent par un long glacis formant larmier. On trouve les mêmes contreforts de part et d'autre de la troisième travée du nord. En revanche, les contreforts de l'angle nord-ouest et à l'intersection entre la première et la deuxième travée du nord ne sont pas structurés, et s'arrêtent à mi-hauteur du mur gouttereau. Ces trois contreforts sont postérieurs à l'abandon du clocher. En haut de la première travée du nord, une petite porte donne accès au premier étage du clocher. À l'angle nord-ouest de l'ancien croisillon nord, à côté de la tourelle d'escalier cylindrique non concernée par la démolition des parties orientales, l'on note un contrefort scandé par de nombreux larmiers. Ce qui reste encore debout du transept sont les murs occidentaux des croisillons avec leurs doubleaux bouchés ; les amorces des murs d'extrémité, côté ouest ; les piliers de la croisée du transept ; les doubleaux faisant communiquer celle-ci avec les croisillons ; et les amorces des ogives et du doubleau oriental vers le chœur. Tant sur les restes des murs d'extrémité nord et sud, qu'à côté des deux piliers orientaux de la croisée du transept, les pourtours moulurés des fenêtres sont également bien conservés. Six fenêtres sont concernées au total. Celles des croisillons devaient mesurer environ trois mètres de largeur, et étaient donc généreusement dimensionnées par rapport à la petite taille de l'église. La modénature, les tailloirs et les chapiteaux sont analogues à la nef. Une petite différence consiste en la présence de petites rosaces doriques sur les frises de certains chapiteaux, qui sont tous aniconiques dans la nef.

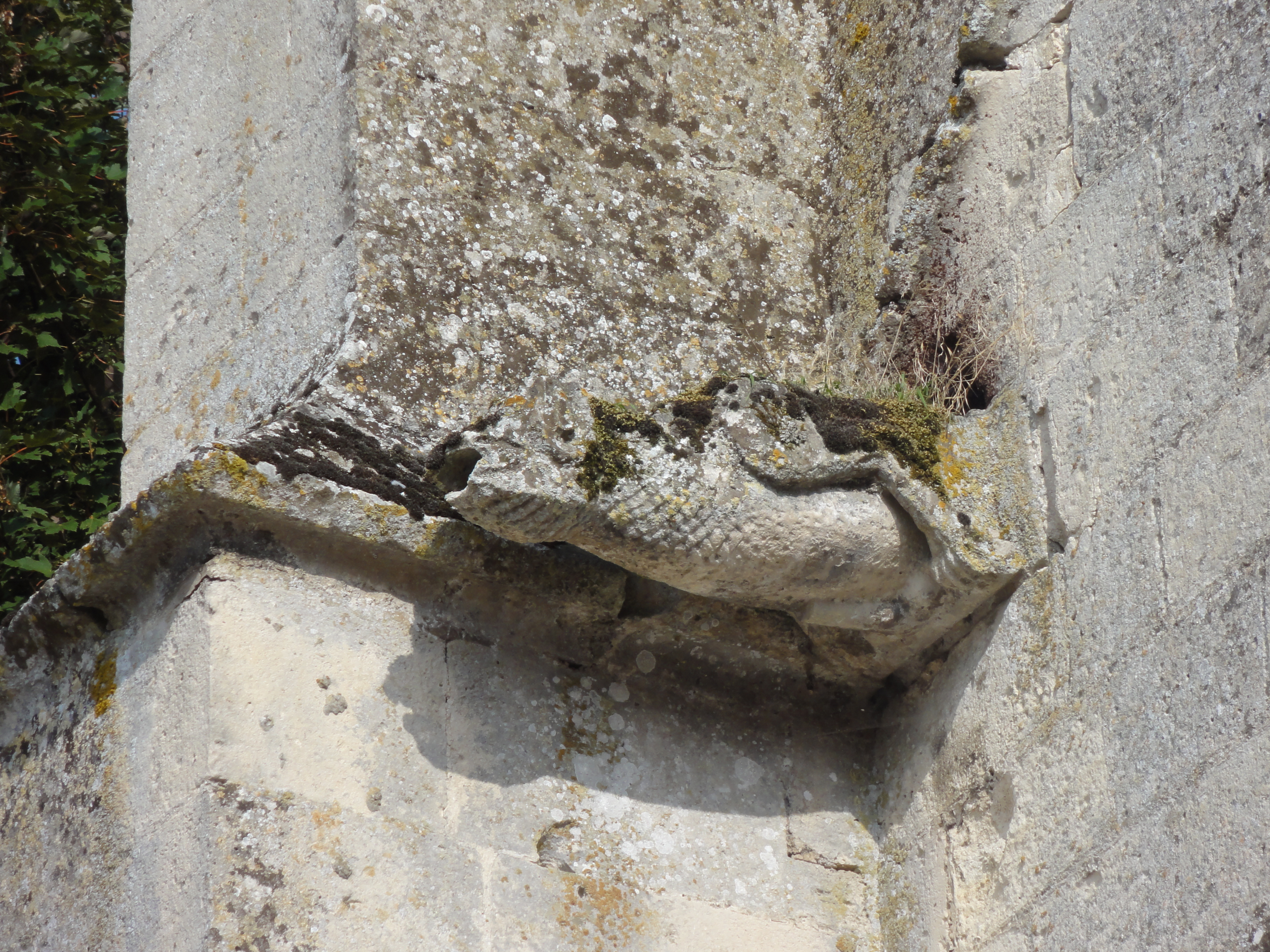
Gargouille à gauche de la façade.
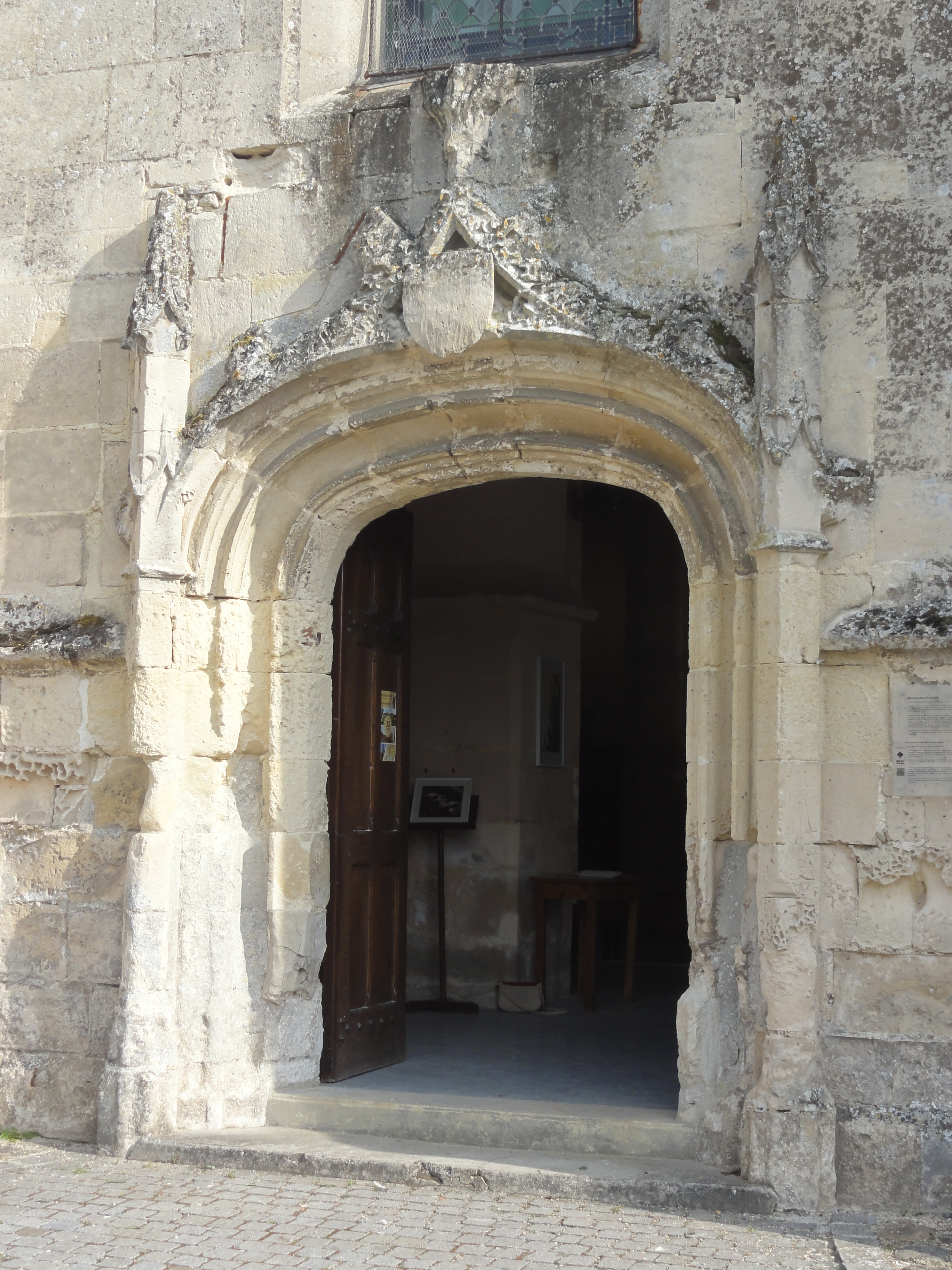
Portail occidental.
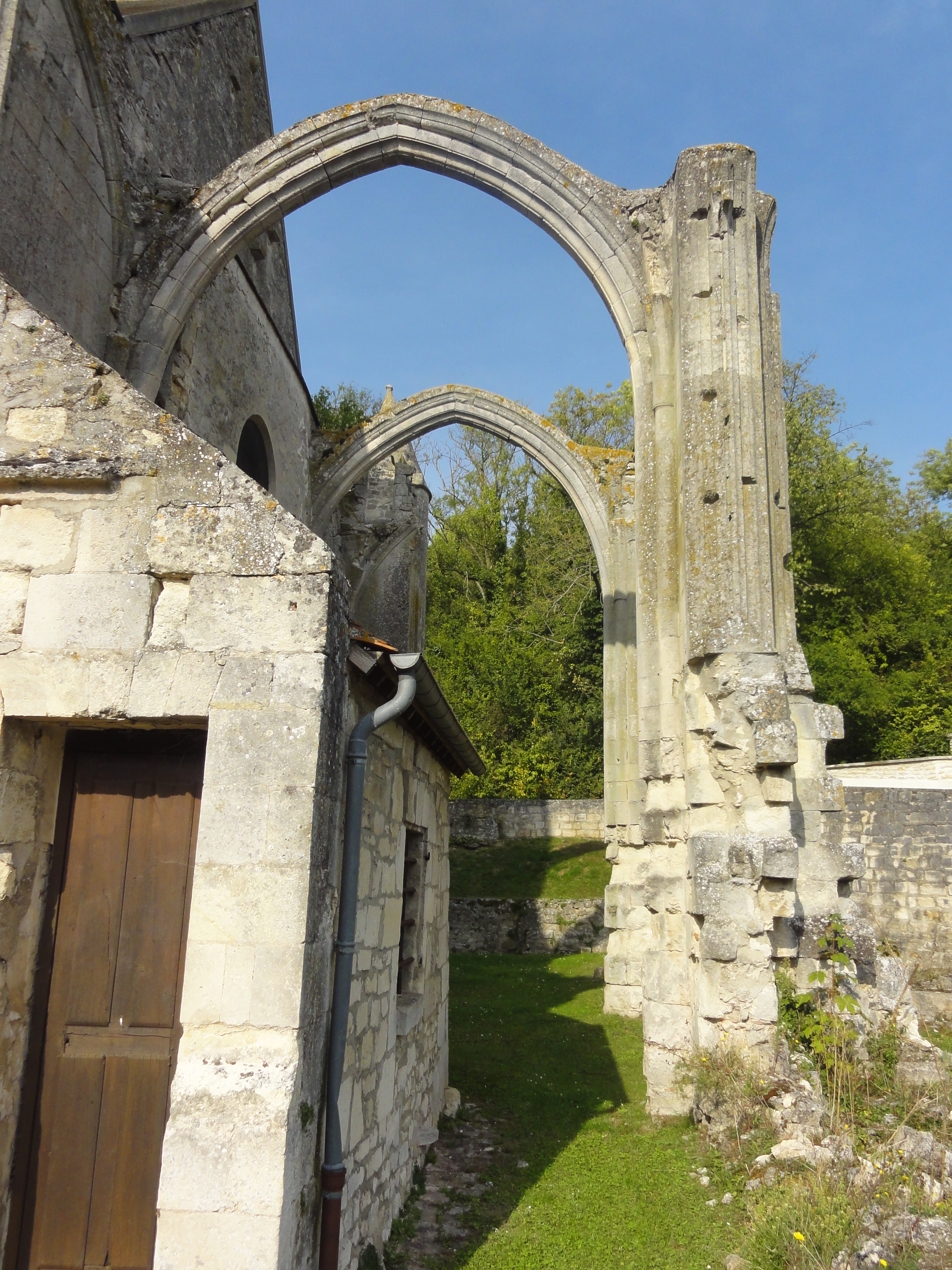
Vue depuis le sud sur l'ancien transept.
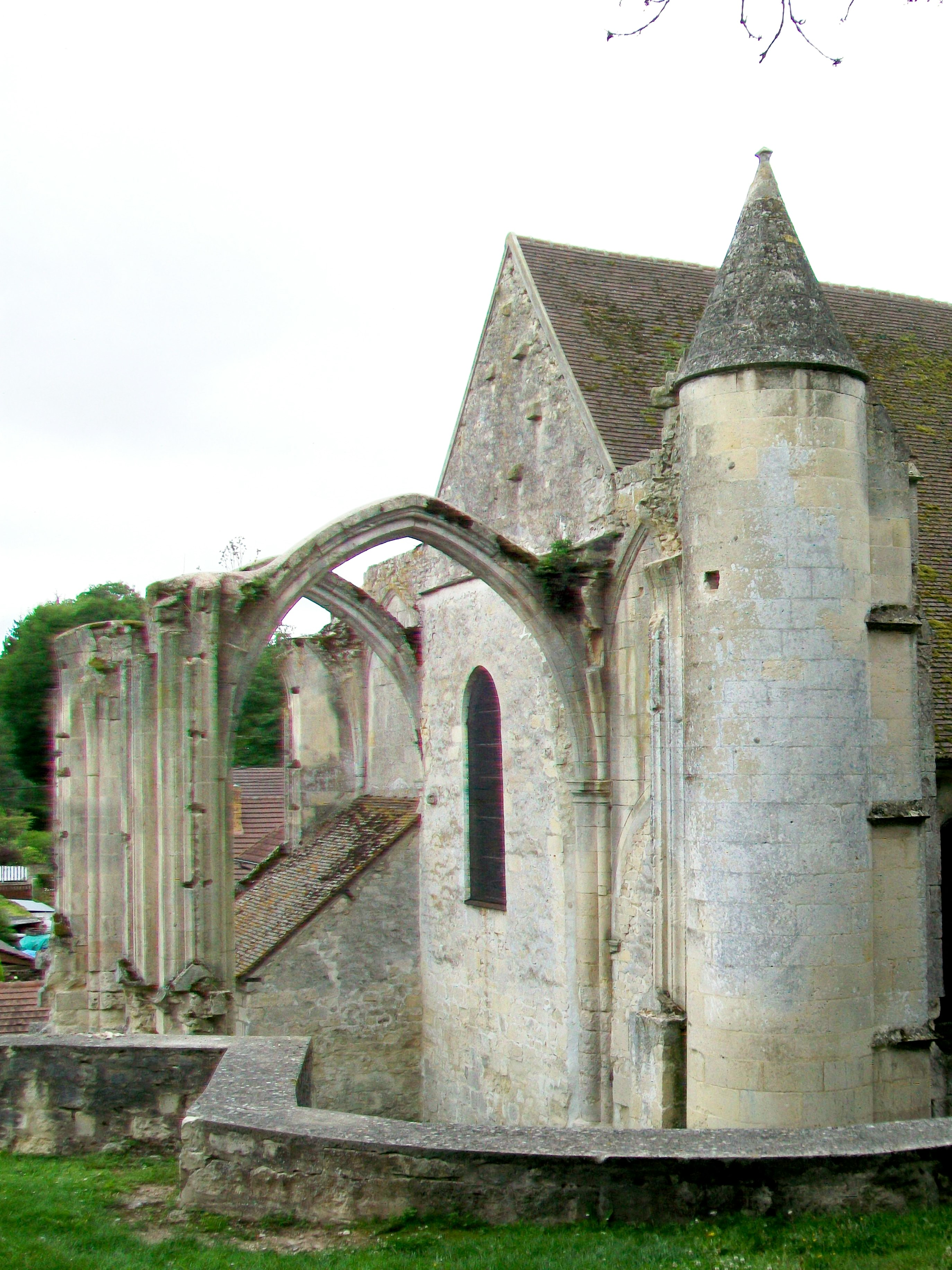
Vue depuis le nord sur l'ancien transept.
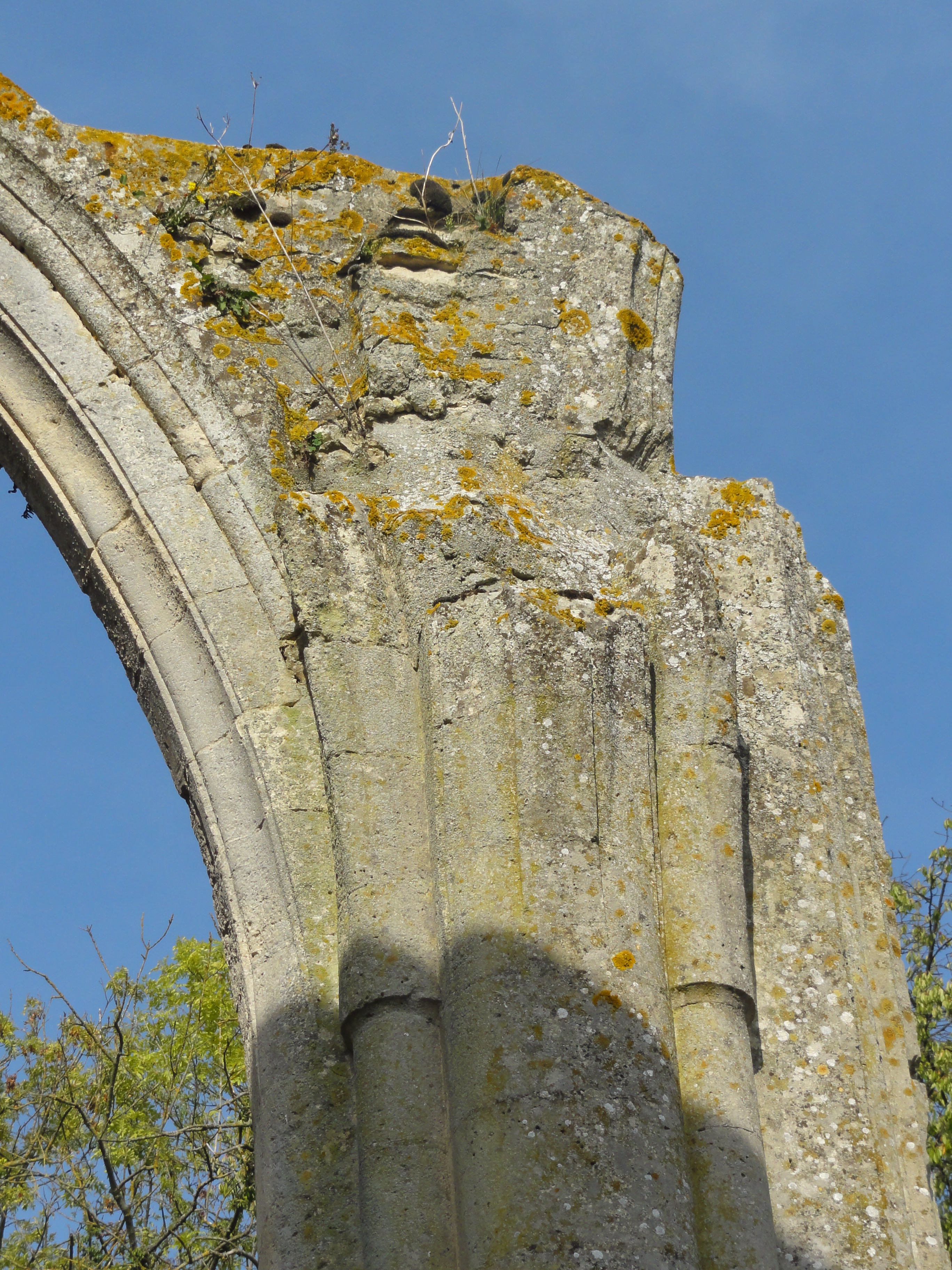
Pilier nord-est de la croisée, côté sud.
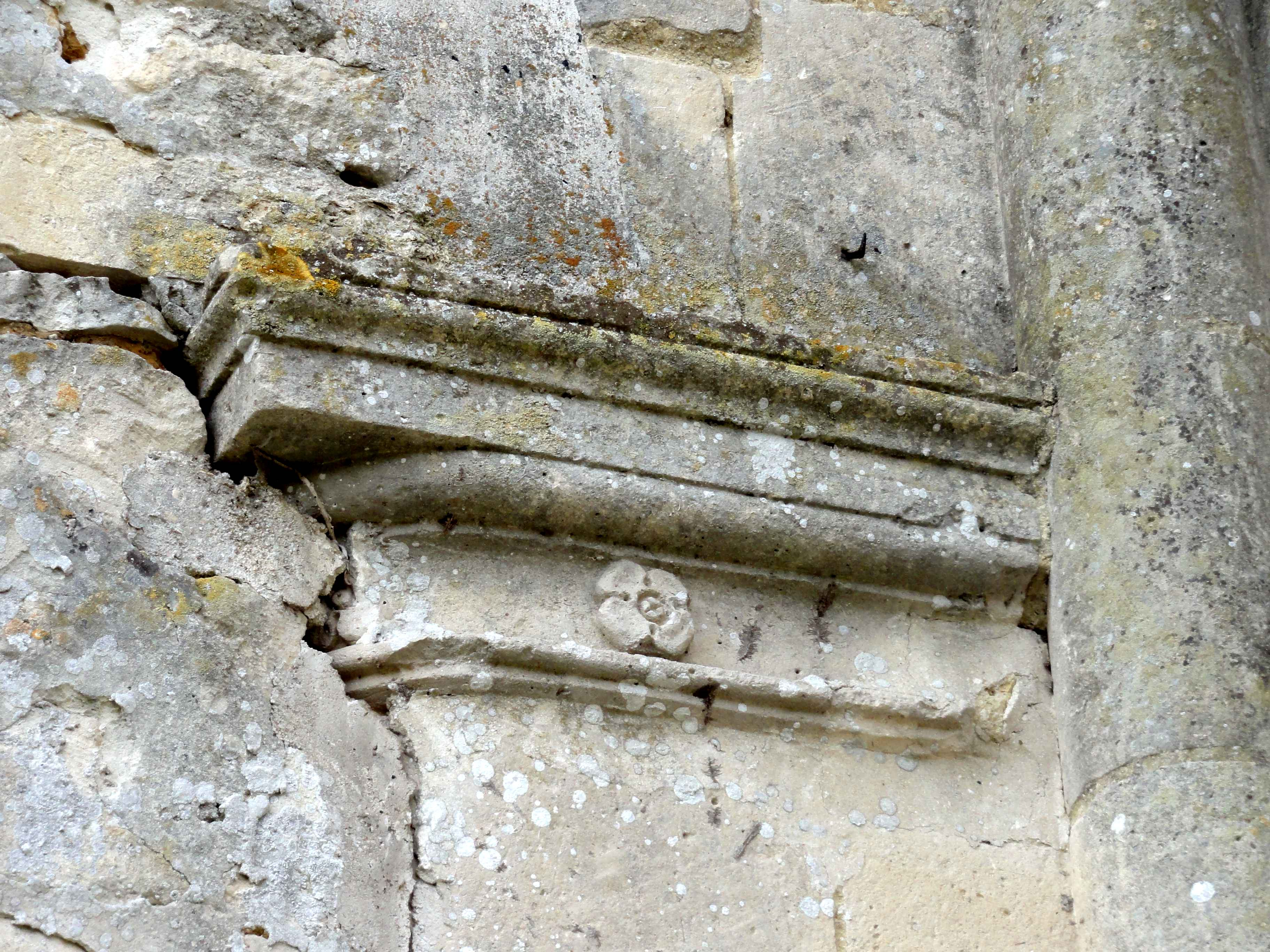
Chapiteau du transept.

## Mobilier
Parmi le mobilier de l'église, seul le Christ en croix du XVe ou du XVIe siècle est inscrit monument historique au titre objet. Il a été mis en dépôt dans le musée de l'Archerie et du Valois de Crépy-en-Valois (sans illustration). Deux statues en bois provenant de l'église Saint-Martin, non encore protégées au titre des monuments historiques, font partie de l'exposition permanente de ce musée. L'une représente sainte Jeanne de Valois (1464-1505) ou sainte Radegonde de Poitiers, et conserve sa polychromie ancienne ; et l'autre, un saint évêque bénissant, dit saint Guinefort (ou Guignefort). Elle date du XVIe siècle. Louis Graves rapporte que cette statue se trouvait jadis près de l'autel, et était accompagnée de l'inscription « St Guinefort marr / qui guérissés des / langueurs prié / pour nous ». Selon le même auteur, « les individus atteints de fièvre font dire des messes en l'honneur de ce saint, et emploient des linges frottées sur la statue. Il y a derrière l'église une fontaine sous le nom de Saint-Martin dont l'eau passe pour un excellent fébrifuge ». Plus rien ne subsiste des vitraux Renaissance, qui n'étaient déjà plus que souvenir lors du passage de Louis Graves. La verrière du chevet date de la seconde moitié du XIXe siècle, et représente la Charité de Saint-Martin, devant les portes d'une ville, et dans une ambiance grise et hivernale, sous le regard bienveillant du Christ installé sur une nuée, et entouré de quatre angelots. Ce vitrail a été restauré en 1979 par Gustave Bourgeois, à Paris.
L'église Saint-Barthélemy de Villeneuve-sur-Verberie abrite la dalle funéraire d'Antoine Mouton, curé de l'église Saint-Martin de Bouillant, mort le 25 août 1572. Elle mesure 50 cm de largeur et 76 cm de hauteur, et est scellée dans le sol devant l'autel de la Vierge. Contrairement à ce qu'indique le dossier de protection, cette dalle n'est pas à effigie gravée, mais gravée d'un transi, dont les mains se rejoignent pour la prière. Jusqu'en dessous, le dessin s'interrompt et ne continue qu'au-dessus des genoux, et ceci afin de laisser la place à l'épitaphe en écriture gothique, qui occupe toute la largeur de la dalle. Le texte est rédigé ainsi : « Cy gist vénérable discrette / person[n]e Me anthoine mouton / en son vivant p[re]b[st]re curé de / sainct Martin de Boulliant / lequel trespassa le xxve ior / d'aoust mil vC lx et douze / priez dieu por luy ». La dalle est classée depuis novembre 1912.

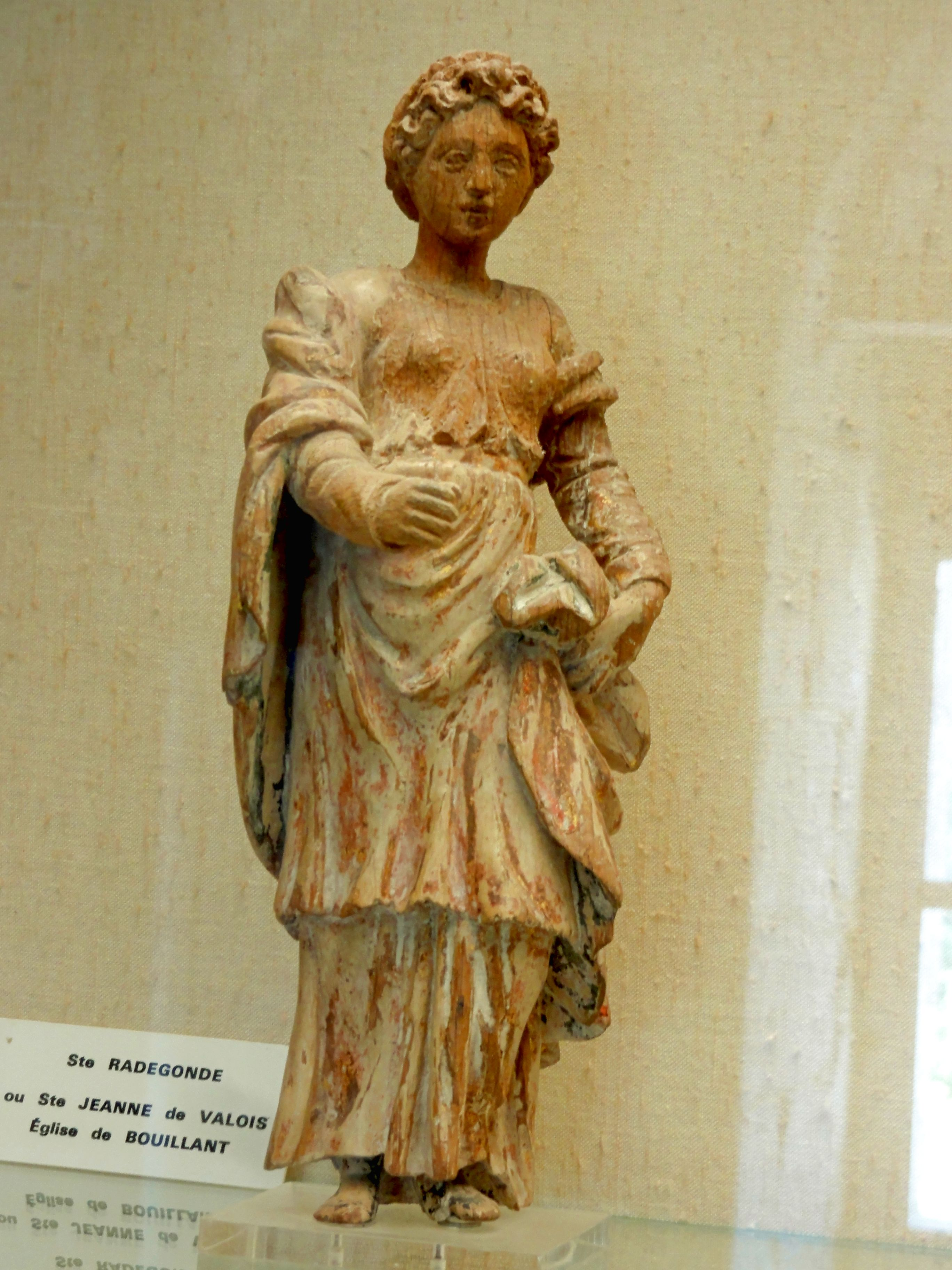
Sainte Jeanne de Valois ou sainte Radegonde.
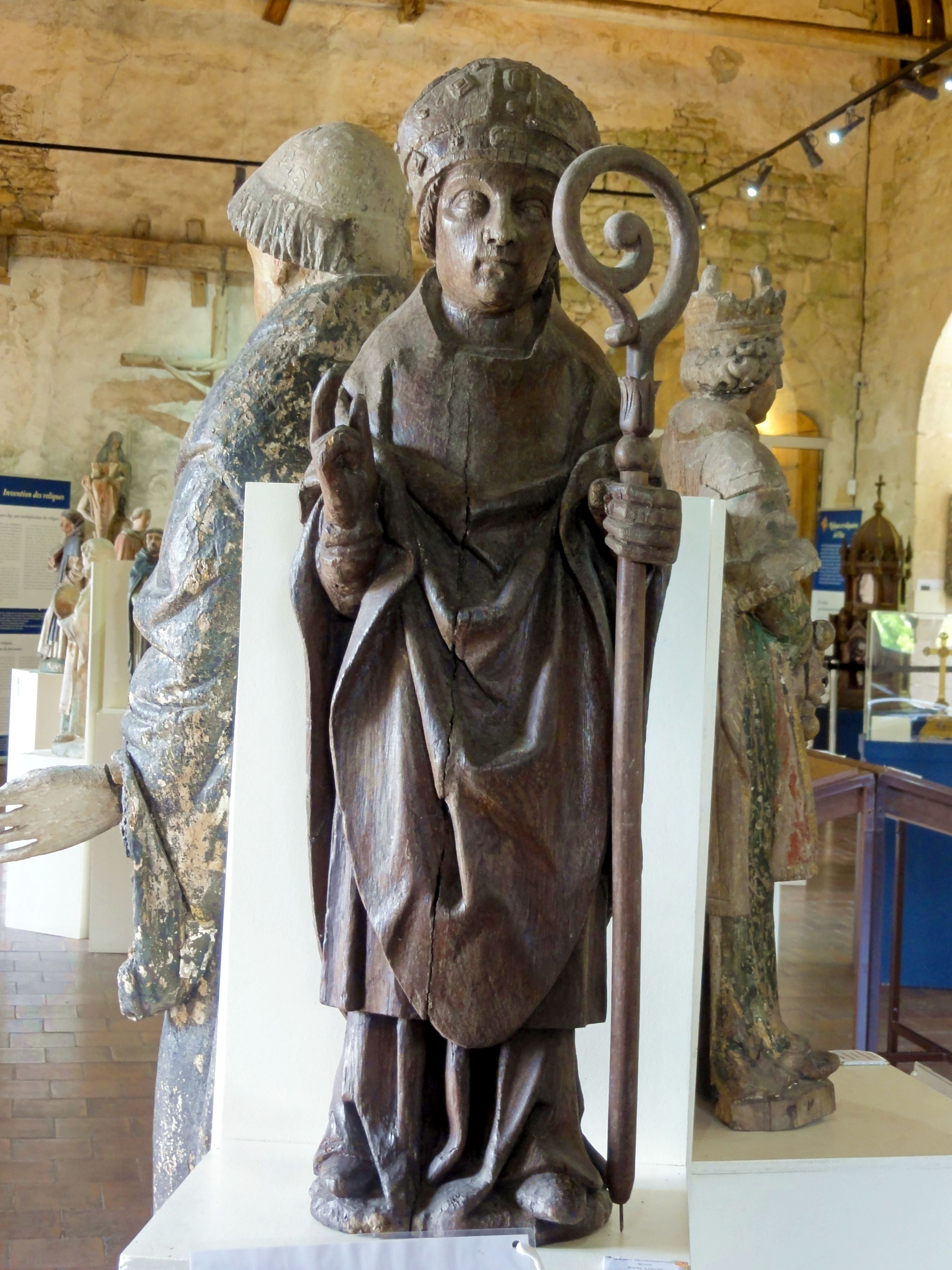
Saint Guinefort.
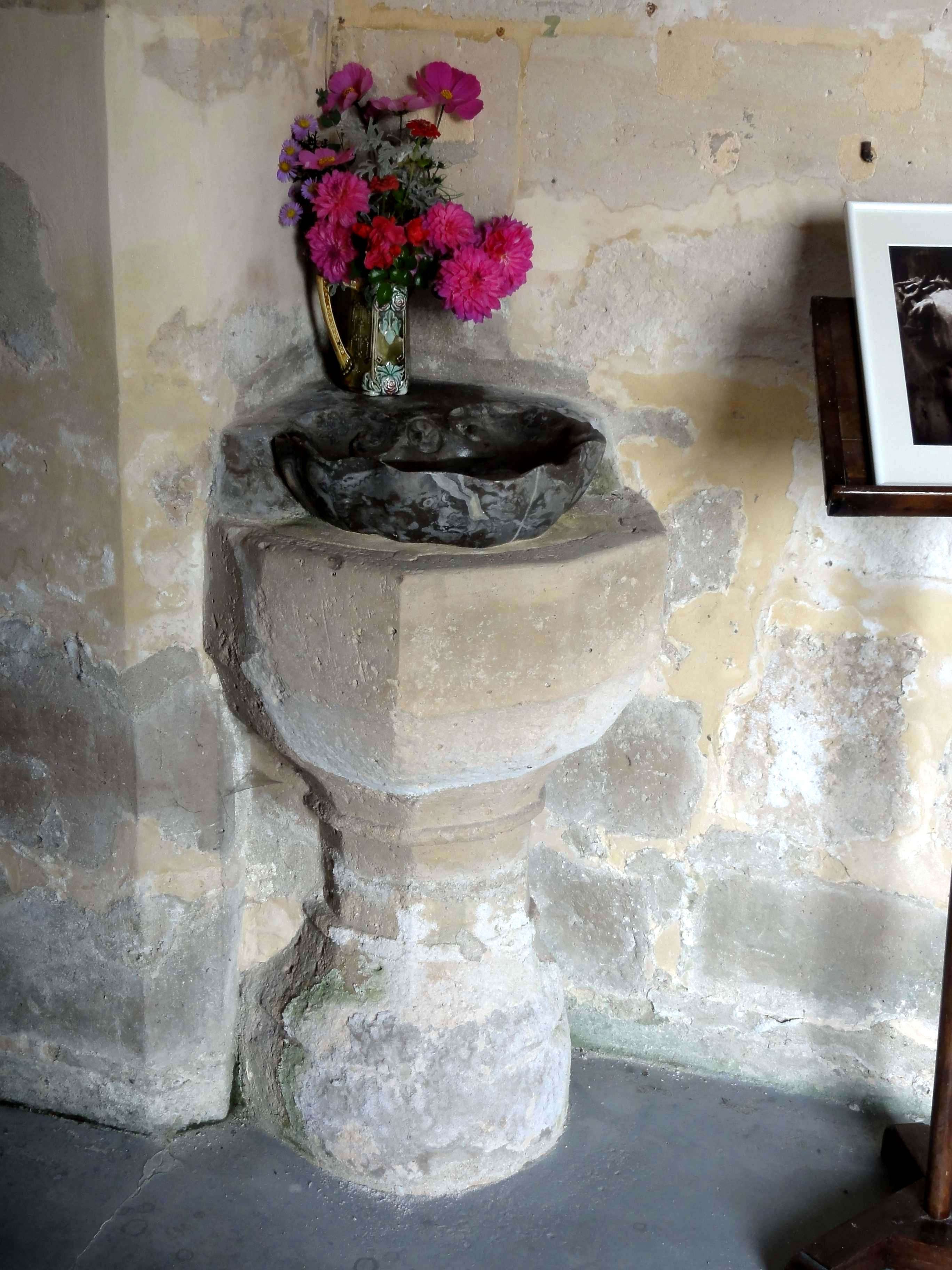
Bénitier dans le bas-côté sud.
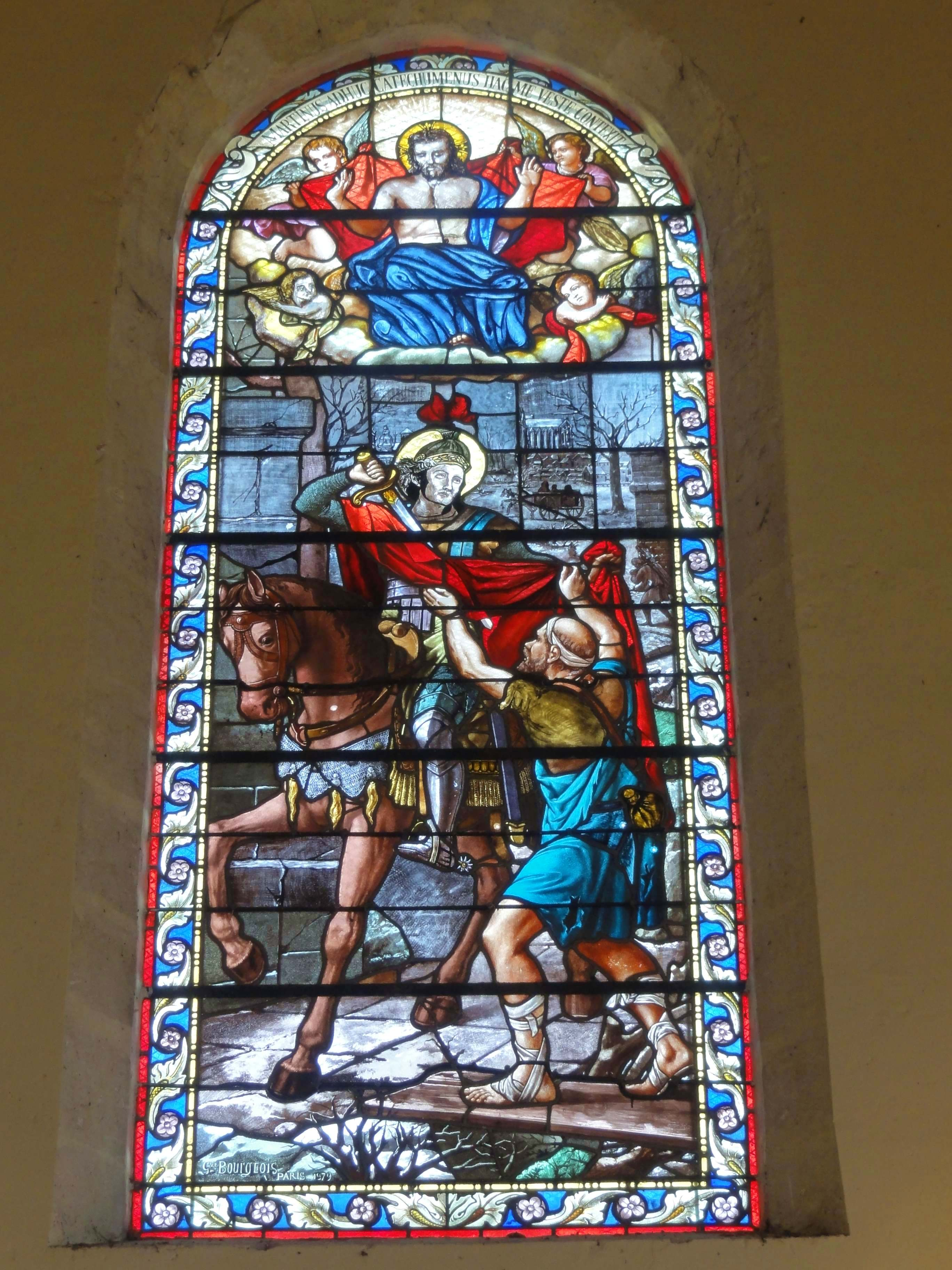
Verrière d'axe - la Charité de Saint-Martin.
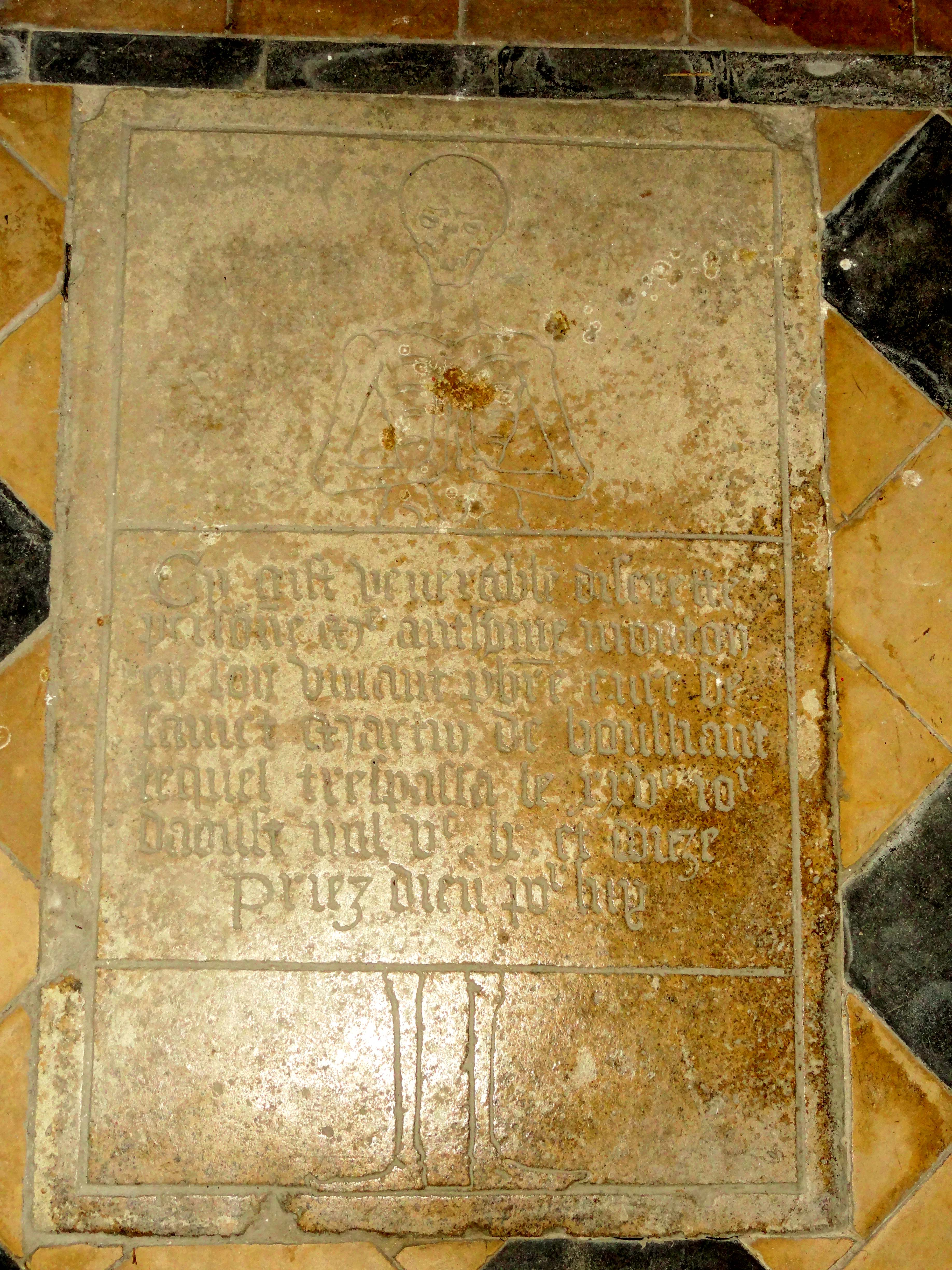
Dalle funéraire d'Anoine Mouton, curé de Bouillant.